# ترکیب تیم‌های جام جهانی فوتبال ۲۰۰۲
این مقاله فهرستی از ترکیب‌های تیم‌های حاضر در تورنمنت جام جهانی فوتبال ۲۰۰۲ است که از۳۱ می تا ۳۰ ژوئن سال ۲۰۰۲ به میزبانی مشترک کشورهای کرهٔ جنوبی و ژاپن برگزار شد.

## گروه A

### دانمارک
سرمربی: مورتن اولسن
| شماره | جایگاه    | بازیکن                | تاریخ تولد/سن           | بازی‌های ملی | باشگاه                        |
| ----- | --------- | --------------------- | ----------------------- | ----------- | ----------------------------- |
| 1     | دروازه‌بان | توماس سورنسن          | ۱۲ ژوئن ۱۹۷۶ (۲۵ سال)   | 14          | باشگاه فوتبال ساندرلند        |
| 2     | هافبک     | استیگ توفتینگ         | ۱۴ اوت ۱۹۶۹ (۳۲ سال)    | 36          | باشگاه فوتبال بولتون واندررز  |
| 3     | مدافع     | رنی هنریکسن           | ۲۷ اوت ۱۹۶۹ (۳۲ سال)    | 39          | باشگاه فوتبال پاناتینایکوس    |
| 4     | مدافع     | مارتین لارسن          | ۲۶ ژوئیه ۱۹۷۷ (۲۴ سال)  | 15          | باشگاه فوتبال آ.ث. میلان      |
| 5     | مدافع     | یان هاینتزه (کاپیتان) | ۱۷ اوت ۱۹۶۳ (۳۸ سال)    | 83          | باشگاه فوتبال پی‌اس‌وی آیندهوون |
| 6     | مدافع     | توماس هلوگ            | ۲۴ ژوئن ۱۹۷۱ (۳۰ سال)   | 67          | باشگاه فوتبال آ.ث. میلان      |
| 7     | هافبک     | توماس گروسن           | ۱۱ مارس ۱۹۷۶ (۲۶ سال)   | 22          | باشگاه فوتبال اورتون          |
| 8     | هافبک     | یسپر گرونیائر         | ۱۲ اوت ۱۹۷۷ (۲۴ سال)    | 25          | باشگاه فوتبال چلسی            |
| 9     | مهاجم     | یان دال توماسون       | ۲۹ اوت ۱۹۷۶ (۲۵ سال)    | 38          | باشگاه فوتبال فاینورد         |
| 10    | هافبک     | مارتین یورگنسن        | ۶ اکتبر ۱۹۷۵ (۲۶ سال)   | 32          | باشگاه فوتبال اودینزه         |
| 11    | مهاجم     | ابه ساند              | ۱۹ ژوئیه ۱۹۷۲ (۲۹ سال)  | 44          | باشگاه فوتبال شالکه ۰۴        |
| 12    | مدافع     | نیکولاس جنسن          | ۱۷ اوت ۱۹۷۴ (۲۷ سال)    | 8           | باشگاه فوتبال منچستر سیتی     |
| 13    | مدافع     | استیون لوستو          | ۱۳ آوریل ۱۹۷۱ (۳۱ سال)  | 4           | باشگاه فوتبال لین             |
| 14    | هافبک     | کلاس جنسن             | ۲۹ آوریل ۱۹۷۷ (۲۵ سال)  | 13          | باشگاه فوتبال چارلتون اتلتیک  |
| 15    | هافبک     | یان میکلسن            | ۲۸ نوامبر ۱۹۷۰ (۳۱ سال) | 11          | باشگاه فوتبال پاناتینایکوس    |
| 16    | دروازه‌بان | پیتر کییر             | ۵ نوامبر ۱۹۶۵ (۳۶ سال)  | 4           | باشگاه فوتبال آبردین          |
| 17    | هافبک     | کریستین پولسن         | ۲۸ فوریه ۱۹۸۰ (۲۲ سال)  | 3           | باشگاه فوتبال کپنهاگن         |
| 18    | مهاجم     | پیتر لوونکرندز        | ۲۹ ژانویه ۱۹۸۰ (۲۲ سال) | 4           | باشگاه فوتبال رنجرز           |
| 19    | هافبک     | دنیس رومدال           | ۲۲ ژوئیه ۱۹۷۸ (۲۳ سال)  | 19          | باشگاه فوتبال پی‌اس‌وی آیندهوون |
| 20    | مدافع     | کسپر بوگلوند          | ۸ اکتبر ۱۹۸۰ (۲۱ سال)   | 2           | باشگاه فوتبال پی‌اس‌وی آیندهوون |
| 21    | مهاجم     | پیتر مدسن             | ۲۶ آوریل ۱۹۷۸ (۲۴ سال)  | 4           | باشگاه فوتبال بروندبی         |
| 22    | دروازه‌بان | یاسپر کریستینسن       | ۲۴ آوریل ۱۹۷۸ (۲۴ سال)  | 0           | وایله بلدکلوب                 |
| 23    | هافبک     | برایان استین نیلسن    | ۲۸ دسامبر ۱۹۶۸ (۳۳ سال) | 65          | باشگاه فوتبال مالمو           |

### فرانسه
سرمربی: روژه لمر
| شماره | جایگاه    | بازیکن                | تاریخ تولد/سن            | بازی‌های ملی | باشگاه                       |
| ----- | --------- | --------------------- | ------------------------ | ----------- | ---------------------------- |
| 1     | دروازه‌بان | اولریش رامه           | ۱۹ سپتامبر ۱۹۷۲ (۲۹ سال) | 11          | باشگاه فوتبال بوردو          |
| 2     | مدافع     | ونسان کاندلا          | ۲۴ اکتبر ۱۹۷۳ (۲۸ سال)   | 36          | باشگاه فوتبال آ.اس. رم       |
| 3     | مدافع     | بیسنته لیزارازو       | ۹ دسامبر ۱۹۶۹ (۳۲ سال)   | 74          | باشگاه فوتبال بایرن مونیخ    |
| 4     | هافبک     | پاتریک ویرا           | ۲۳ ژوئن ۱۹۷۶ (۲۵ سال)    | 52          | باشگاه فوتبال آرسنال         |
| 5     | مدافع     | فیلیپ کریستنوال       | ۳۱ اوت ۱۹۷۸ (۲۳ سال)     | 4           | باشگاه فوتبال بارسلونا       |
| 6     | هافبک     | یوری ژورکائف          | ۹ مارس ۱۹۶۸ (۳۴ سال)     | 79          | باشگاه فوتبال بولتون واندررز |
| 7     | هافبک     | کلود ماکلله           | ۱۸ فوریه ۱۹۷۳ (۲۹ سال)   | 14          | باشگاه فوتبال رئال مادرید    |
| 8     | مدافع     | مارسل دسایی (کاپیتان) | ۷ سپتامبر ۱۹۶۸ (۳۳ سال)  | 93          | باشگاه فوتبال چلسی           |
| 9     | مهاجم     | جیبریل سیسه           | ۱۲ اوت ۱۹۸۱ (۲۰ سال)     | 1           | باشگاه فوتبال اوسر           |
| 10    | هافبک     | زین‌الدین زیدان        | ۲۳ ژوئن ۱۹۷۲ (۲۹ سال)    | 73          | باشگاه فوتبال رئال مادرید    |
| 11    | مهاجم     | سیلوین ویلتورد        | ۱۰ مه ۱۹۷۴ (۲۸ سال)      | 38          | باشگاه فوتبال آرسنال         |
| 12    | مهاجم     | تیری آنری             | ۱۷ اوت ۱۹۷۷ (۲۴ سال)     | 35          | باشگاه فوتبال آرسنال         |
| 13    | مدافع     | میکاییل سیلوستره      | ۹ اوت ۱۹۷۷ (۲۴ سال)      | 10          | باشگاه فوتبال منچستر یونایتد |
| 14    | هافبک     | آلن بوغوسیان          | ۲۷ اکتبر ۱۹۷۰ (۳۱ سال)   | 26          | باشگاه فوتبال پارما          |
| 15    | مدافع     | لیلیان تورام          | ۱ ژانویه ۱۹۷۲ (۳۰ سال)   | 73          | باشگاه فوتبال یوونتوس        |
| 16    | دروازه‌بان | فابین بارتز           | ۲۸ ژوئن ۱۹۷۱ (۳۰ سال)    | 47          | باشگاه فوتبال منچستر یونایتد |
| 17    | هافبک     | امانوئل پتی           | ۲۲ سپتامبر ۱۹۷۰ (۳۱ سال) | 57          | باشگاه فوتبال چلسی           |
| 18    | مدافع     | فرانک لبوف            | ۲۲ ژانویه ۱۹۶۸ (۳۴ سال)  | 47          | باشگاه فوتبال المپیک مارسی   |
| 19    | مدافع     | ویلی سانیول           | ۱۸ مارس ۱۹۷۷ (۲۵ سال)    | 9           | باشگاه فوتبال بایرن مونیخ    |
| 20    | مهاجم     | دیوید ترزگه           | ۱۵ اکتبر ۱۹۷۷ (۲۴ سال)   | 36          | باشگاه فوتبال یوونتوس        |
| 21    | مهاجم     | کریستوف دوگاری        | ۲۴ مارس ۱۹۷۲ (۳۰ سال)    | 51          | باشگاه فوتبال بوردو          |
| 22    | هافبک     | یوهان میکود           | ۲۴ ژوئیه ۱۹۷۳ (۲۸ سال)   | 14          | باشگاه فوتبال پارما          |
| 23    | دروازه‌بان | گرگوری کوپت           | ۳۱ دسامبر ۱۹۷۲ (۲۹ سال)  | 1           | باشگاه فوتبال المپیک لیون    |

### سنگال
سرمربی:  برونو متسو
| شماره | جایگاه    | بازیکن              | تاریخ تولد/سن            | بازی‌های ملی | باشگاه                      |
| ----- | --------- | ------------------- | ------------------------ | ----------- | --------------------------- |
| 1     | دروازه‌بان | تونی سیلوا          | ۱۷ مه ۱۹۷۵ (۲۷ سال)      | 15          | باشگاه فوتبال موناکو        |
| 2     | مدافع     | عمر دف              | ۱۲ فوریه ۱۹۷۷ (۲۵ سال)   | 31          | باشگاه فوتبال سوشو          |
| 3     | هافبک     | پاپ سار             | ۷ دسامبر ۱۹۷۷ (۲۴ سال)   | 22          | باشگاه فوتبال لانس          |
| 4     | مدافع     | پیپ مالیک دیوپ      | ۲۹ دسامبر ۱۹۷۴ (۲۷ سال)  | 25          | باشگاه فوتبال لوریان        |
| 5     | مدافع     | آلاسان اندور        | ۱۲ دسامبر ۱۹۸۱ (۲۰ سال)  | 7           | باشگاه فوتبال سن-اتین       |
| 6     | مدافع     | الیو سیسه (کاپیتان) | ۲۴ مارس ۱۹۷۶ (۲۶ سال)    | 20          | باشگاه فوتبال مون‌پلیه       |
| 7     | مهاجم     | هنری کامرا          | ۱۰ مه ۱۹۷۷ (۲۵ سال)      | 34          | باشگاه فوتبال سدان          |
| 8     | مهاجم     | آمارا ترائوره       | ۲۵ سپتامبر ۱۹۶۵ (۳۶ سال) | 12          | Gueugnon                    |
| 9     | مهاجم     | سلیمان کامارا       | ۲۲ دسامبر ۱۹۸۲ (۱۹ سال)  | 9           | باشگاه فوتبال موناکو        |
| 10    | هافبک     | خلیلو فادیگا        | ۳۰ دسامبر ۱۹۷۴ (۲۷ سال)  | 25          | باشگاه فوتبال اوسر          |
| 11    | مهاجم     | الحاجی دیوف         | ۱۵ ژانویه ۱۹۸۱ (۲۱ سال)  | 21          | باشگاه فوتبال لانس          |
| 12    | هافبک     | عمدی فی             | ۱۲ مارس ۱۹۷۷ (۲۵ سال)    | 6           | باشگاه فوتبال اوسر          |
| 13    | مدافع     | لامین دیاتا         | ۲ ژوئیه ۱۹۷۵ (۲۶ سال)    | 19          | باشگاه فوتبال رن            |
| 14    | هافبک     | موسی ان‌دیایه        | ۲۰ فوریه ۱۹۷۹ (۲۳ سال)   | 38          | باشگاه فوتبال سدان          |
| 15    | هافبک     | سالیف دیایو         | ۱۰ فوریه ۱۹۷۷ (۲۵ سال)   | 20          | باشگاه فوتبال سدان          |
| 16    | دروازه‌بان | عمر دیالو           | ۲۸ سپتامبر ۱۹۷۲ (۲۹ سال) | 42          | باشگاه فوتبال المپیک خریبکه |
| 17    | مدافع     | فردیناند کولی       | ۱۰ سپتامبر ۱۹۷۳ (۲۸ سال) | 16          | باشگاه فوتبال لانس          |
| 18    | مهاجم     | پیپ تیائو           | ۵ فوریه ۱۹۸۱ (۲۱ سال)    | 13          | باشگاه فوتبال استراسبورگ    |
| 19    | هافبک     | پاپا بوبا دیوپ      | ۲۸ ژانویه ۱۹۷۸ (۲۴ سال)  | 12          | باشگاه فوتبال لانس          |
| 20    | هافبک     | سیلوین ان‌دیایه      | ۲۵ ژوئن ۱۹۷۶ (۲۵ سال)    | 6           | باشگاه فوتبال لیل           |
| 21    | مدافع     | حبیب بی             | ۱۹ اکتبر ۱۹۷۷ (۲۴ سال)   | 6           | باشگاه فوتبال استراسبورگ    |
| 22    | دروازه‌بان | کالیدو سیسوخو       | ۱۴ دسامبر ۱۹۷۲ (۲۹ سال)  | 0           | ASC Jeanne d'Arc            |
| 23    | هافبک     | مختار اندیای        | ۳۱ دسامبر ۱۹۸۱ (۲۰ سال)  | 11          | باشگاه فوتبال رن            |

### اروگوئه
سرمربی: ویکتور پوآ
| شماره | جایگاه    | بازیکن                | تاریخ تولد/سن            | بازی‌های ملی | باشگاه                         |
| ----- | --------- | --------------------- | ------------------------ | ----------- | ------------------------------ |
| 1     | دروازه‌بان | فابین کارینی          | ۲۶ دسامبر ۱۹۷۹ (۲۲ سال)  | 35          | باشگاه فوتبال یوونتوس          |
| 2     | مدافع     | گوستاوو مندز          | ۳ فوریه ۱۹۷۱ (۳۱ سال)    | 45          | باشگاه فوتبال ناسیونال اروگوئه |
| 3     | مدافع     | الهندرو لمبو          | ۱۵ فوریه ۱۹۷۸ (۲۴ سال)   | 31          | باشگاه فوتبال ناسیونال اروگوئه |
| 4     | مدافع     | پالو مونترو (کاپیتان) | ۳ سپتامبر ۱۹۷۱ (۳۰ سال)  | 45          | باشگاه فوتبال یوونتوس          |
| 5     | هافبک     | پابلو گابریل گارسیا   | ۱۱ مه ۱۹۷۷ (۲۵ سال)      | 36          | باشگاه فوتبال ونتزیا           |
| 6     | مدافع     | داریو راجریگز         | ۱۷ سپتامبر ۱۹۷۴ (۲۷ سال) | 21          | باشگاه فوتبال پنیارول          |
| 7     | هافبک     | جیانی گیگو            | ۲۲ فوریه ۱۹۷۵ (۲۷ سال)   | 36          | باشگاه فوتبال آ.اس. رم         |
| 8     | مهاجم     | گوستاوو وارلا         | ۱۴ مه ۱۹۷۸ (۲۴ سال)      | 7           | باشگاه فوتبال ناسیونال اروگوئه |
| 9     | مهاجم     | داریو سیلوا           | ۲ نوامبر ۱۹۷۲ (۲۹ سال)   | 36          | باشگاه فوتبال مالاگا           |
| 10    | هافبک     | فابیان اونیل          | ۱۴ اکتبر ۱۹۷۳ (۲۸ سال)   | 19          | باشگاه فوتبال پروجا            |
| 11    | مهاجم     | فدریکو ماگایانس       | ۲۲ اوت ۱۹۷۶ (۲۵ سال)     | 24          | باشگاه فوتبال ونتزیا           |
| 12    | دروازه‌بان | گوستاوو مانووا        | ۲۷ ژانویه ۱۹۷۸ (۲۴ سال)  | 9           | باشگاه فوتبال ناسیونال اروگوئه |
| 13    | مهاجم     | سباستین آبرئو         | ۱۷ اکتبر ۱۹۷۶ (۲۵ سال)   | 13          | باشگاه فوتبال کروز آزول        |
| 14    | مدافع     | گونزالو سراندو        | ۹ اکتبر ۱۹۷۹ (۲۲ سال)    | 18          | باشگاه فوتبال اینتر میلان      |
| 15    | مهاجم     | نیکولاس الیورا        | ۳۰ مه ۱۹۷۸ (۲۴ سال)      | 26          | باشگاه فوتبال سویا             |
| 16    | هافبک     | مارسلو رومرو          | ۴ ژوئیه ۱۹۷۶ (۲۵ سال)    | 22          | باشگاه فوتبال مالاگا           |
| 17    | هافبک     | ماریو رگویرو          | ۱۴ سپتامبر ۱۹۷۸ (۲۳ سال) | 14          | باشگاه فوتبال راسینگ سانتاندر  |
| 18    | مهاجم     | ریچارد مورالز         | ۲۱ فوریه ۱۹۷۵ (۲۷ سال)   | 12          | باشگاه فوتبال ناسیونال اروگوئه |
| 19    | مدافع     | جو بیزرا              | ۱۷ مه ۱۹۸۰ (۲۲ سال)      | 9           | باشگاه فوتبال پنیارول          |
| 20    | هافبک     | آلوارو رکوبا          | ۱۷ مارس ۱۹۷۶ (۲۶ سال)    | 43          | باشگاه فوتبال اینتر میلان      |
| 21    | مهاجم     | دیگو فورلان           | ۱۹ مه ۱۹۷۹ (۲۳ سال)      | 4           | باشگاه فوتبال منچستر یونایتد   |
| 22    | هافبک     | گونزالو د لوس سانتوس  | ۱۹ ژوئیه ۱۹۷۶ (۲۵ سال)   | 28          | باشگاه فوتبال والنسیا          |
| 23    | دروازه‌بان | فدریکو الدواین        | ۲۵ ژوئن ۱۹۷۷ (۲۴ سال)    | 1           | باشگاه فوتبال پنیارول          |

## گروه B

### پاراگوئه
سرمربی:  تراپاتونی
| شماره | جایگاه    | بازیکن                       | تاریخ تولد/سن           | بازی‌های ملی | باشگاه                      |
| ----- | --------- | ---------------------------- | ----------------------- | ----------- | --------------------------- |
| 1     | دروازه‌بان | خوزه لوئیس چیلاورت (کاپیتان) | ۲۷ ژوئیه ۱۹۶۵ (۳۶ سال)  | 69          | باشگاه فوتبال استراسبورگ    |
| 2     | مدافع     | فرانسیسکو آرسه               | ۲ آوریل ۱۹۷۱ (۳۱ سال)   | 51          | باشگاه فوتبال پالمیراس      |
| 3     | مدافع     | پدرو سارابیا                 | ۵ ژوئیه ۱۹۷۵ (۲۶ سال)   | 40          | باشگاه فوتبال ریور پلاته    |
| 4     | مدافع     | کارلوس گامارا                | ۱۷ فوریه ۱۹۷۱ (۳۱ سال)  | 76          | باشگاه فوتبال آ. ا. ک آتن   |
| 5     | مدافع     | سلسو آیالا                   | ۲۰ اوت ۱۹۷۰ (۳۱ سال)    | 76          | باشگاه فوتبال ریور پلاته    |
| 6     | هافبک     | استانیسلاو استرووی           | ۲۵ ژوئن ۱۹۶۸ (۳۳ سال)   | 69          | باشگاه فوتبال لیبرتاد       |
| 7     | مهاجم     | ریچرت بایز                   | ۳۱ ژوئیه ۱۹۷۳ (۲۸ سال)  | 25          | باشگاه ورزشی الیمپیا        |
| 8     | هافبک     | گیدو آلورنگا                 | ۲۴ اوت ۱۹۷۰ (۳۱ سال)    | 18          | باشگاه فوتبال کلوب لئون     |
| 9     | مهاجم     | روکه سانتا کروز              | ۱۶ اوت ۱۹۸۱ (۲۰ سال)    | 24          | باشگاه فوتبال بایرن مونیخ   |
| 10    | هافبک     | روبرتو آکونیا                | ۲۵ مارس ۱۹۷۲ (۳۰ سال)   | 77          | باشگاه فوتبال رئال ساراگوسا |
| 11    | مهاجم     | جورج لوییس کمپس              | ۱۱ اوت ۱۹۷۰ (۳۱ سال)    | 31          | Universidad Católica        |
| 12    | دروازه‌بان | هوشتو ویلار                  | ۳۰ ژوئن ۱۹۷۷ (۲۴ سال)   | 8           | باشگاه فوتبال لیبرتاد       |
| 13    | هافبک     | کارلوس اومبرتو پاردس         | ۱۶ ژوئیه ۱۹۷۶ (۲۵ سال)  | 41          | باشگاه فوتبال پورتو         |
| 14    | هافبک     | دیگو گاویلان                 | ۱ مارس ۱۹۸۰ (۲۲ سال)    | 21          | Tecos                       |
| 15    | هافبک     | کارلس بونت                   | ۲ اکتبر ۱۹۷۷ (۲۴ سال)   | 3           | باشگاه فوتبال لیبرتاد       |
| 16    | هافبک     | گوستاوو مورینیگو             | ۲۳ ژانویه ۱۹۷۷ (۲۵ سال) | 11          | باشگاه فوتبال لیبرتاد       |
| 17    | مدافع     | خوان کارلوس فرانکو           | ۱۷ آوریل ۱۹۷۳ (۲۹ سال)  | 3           | باشگاه ورزشی الیمپیا        |
| 18    | مدافع     | جولیو سزار کاسرز             | ۵ اکتبر ۱۹۷۹ (۲۲ سال)   | 1           | باشگاه ورزشی الیمپیا        |
| 19    | مدافع     | دنیل سانابریا                | ۸ فوریه ۱۹۷۷ (۲۵ سال)   | 6           | باشگاه فوتبال لیبرتاد       |
| 20    | مهاجم     | خوزه کاردوسو                 | ۱۹ مارس ۱۹۷۱ (۳۱ سال)   | 57          | Toluca                      |
| 21    | مدافع     | دنیس کانیزا                  | ۲۹ اوت ۱۹۷۴ (۲۷ سال)    | 49          | Santos Laguna               |
| 22    | دروازه‌بان | ریکاردو تاوارلی              | ۲ اوت ۱۹۷۰ (۳۱ سال)     | 20          | باشگاه ورزشی الیمپیا        |
| 23    | مهاجم     | ناسون کوئویس                 | ۱۰ ژانویه ۱۹۸۰ (۲۲ سال) | 11          | باشگاه فوتبال ریور پلاته    |

### اسلوونی
سرمربی: سرچکو کاتانیتس
| شماره | جایگاه    | بازیکن            | تاریخ تولد/سن            | بازی‌های ملی | باشگاه                                 |
| ----- | --------- | ----------------- | ------------------------ | ----------- | -------------------------------------- |
| 1     | دروازه‌بان | مارکو سیمئونوویچ  | ۶ دسامبر ۱۹۶۷ (۳۴ سال)   | 43          | باشگاه فوتبال ماریبور                  |
| 2     | مدافع     | گوران سانکووچ     | ۱۸ ژوئن ۱۹۷۹ (۲۲ سال)    | 5           | باشگاه فوتبال اسلاویا پراگ             |
| 3     | مدافع     | زلجکو میلینووی    | ۱۲ اکتبر ۱۹۶۹ (۳۲ سال)   | 35          | باشگاه فوتبال جف یونایتد ایچیهارا چیبا |
| 4     | مدافع     | معمر ووگدالیچ     | ۲۵ اوت ۱۹۷۷ (۲۴ سال)     | 13          | باشگاه فوتبال ماریبور                  |
| 5     | مدافع     | مارینکو گالیچ     | ۲۲ آوریل ۱۹۷۰ (۳۲ سال)   | 65          | باشگاه فوتبال کوپر                     |
| 6     | مدافع     | الکساندر نوز      | ۵ دسامبر ۱۹۷۵ (۲۶ سال)   | 38          | باشگاه فوتبال کایزرسلاوترن             |
| 7     | هافبک     | درونی نووک        | ۴ سپتامبر ۱۹۶۹ (۳۲ سال)  | 68          | SpVgg Unterhaching                     |
| 8     | هافبک     | الس سه (کاپیتان)  | ۷ آوریل ۱۹۶۸ (۳۴ سال)    | 71          | باشگاه فوتبال گراتس                    |
| 9     | مهاجم     | میلان استرک       | ۴ ژوئیه ۱۹۷۵ (۲۶ سال)    | 41          | باشگاه فوتبال هاپوئل تل‌آویو            |
| 10    | هافبک     | زلاتکو زاهوویچ*   | ۱ فوریه ۱۹۷۱ (۳۱ سال)    | 64          | باشگاه فوتبال بنفیکا                   |
| 11    | هافبک     | مارن پاولن        | ۸ اکتبر ۱۹۷۱ (۳۰ سال)    | 45          | باشگاه فوتبال پورتو                    |
| 12    | دروازه‌بان | ملادن دابانوویچ   | ۱۳ سپتامبر ۱۹۷۱ (۳۰ سال) | 20          | باشگاه فوتبال لوکرن اوست والاندرن      |
| 13    | مهاجم     | ملادن رودونیا     | ۲۶ ژوئیه ۱۹۷۱ (۳۰ سال)   | 58          | باشگاه فوتبال پورتسموث                 |
| 14    | مدافع     | ساشا گایسر        | ۱۱ فوریه ۱۹۷۴ (۲۸ سال)   | 20          | باشگاه فوتبال خنت                      |
| 15    | هافبک     | رایکو تاوچار      | ۲۱ ژوئیه ۱۹۷۴ (۲۷ سال)   | 6           | باشگاه فوتبال نورنبرگ                  |
| 16    | مهاجم     | سناد تیگانی       | ۲۸ اوت ۱۹۷۵ (۲۶ سال)     | 3           | Olimpija Ljubljana                     |
| 17    | هافبک     | زوران پاولوویچ    | ۲۷ ژوئن ۱۹۷۶ (۲۵ سال)    | 21          | باشگاه فوتبال آستریا وین               |
| 18    | مهاجم     | میلنکو آسیموویچ   | ۱۵ فوریه ۱۹۷۷ (۲۵ سال)   | 39          | باشگاه فوتبال ستاره سرخ بلگراد         |
| 19    | مدافع     | امیر کاریچ        | ۳۱ دسامبر ۱۹۷۳ (۲۸ سال)  | 43          | باشگاه فوتبال ماریبور                  |
| 20    | هافبک     | ناستیا چه         | ۲۶ ژانویه ۱۹۷۸ (۲۴ سال)  | 6           | باشگاه فوتبال کلوب بروخه               |
| 21    | مهاجم     | سباستین سیمیروتیچ | ۱۴ سپتامبر ۱۹۷۴ (۲۷ سال) | 12          | باشگاه فوتبال لچه                      |
| 22    | دروازه‌بان | دیان نمتس         | ۱ مارس ۱۹۷۷ (۲۵ سال)     | 1           | باشگاه فوتبال کلوب بروخه               |
| 23    | مدافع     | اسپاسویه بولاییچ  | ۲۴ نوامبر ۱۹۷۵ (۲۶ سال)  | 15          | باشگاه فوتبال کلن                      |

### آفریقا جنوبی
سرمربی: جومو سونو
| شماره | جایگاه    | بازیکن                | تاریخ تولد/سن            | بازی‌های ملی | باشگاه                        |
| ----- | --------- | --------------------- | ------------------------ | ----------- | ----------------------------- |
| 1     | دروازه‌بان | هانس وانک             | ۳۰ ژانویه ۱۹۷۰ (۳۲ سال)  | 29          | باشگاه فوتبال هیرنفین         |
| 2     | مدافع     | سیریل نزاما           | ۲۶ ژوئن ۱۹۷۴ (۲۷ سال)    | 19          | باشگاه فوتبال کایزر چیفس      |
| 3     | مدافع     | بردلی کارنل           | ۲۱ ژانویه ۱۹۷۷ (۲۵ سال)  | 21          | باشگاه فوتبال اشتوتگارت       |
| 4     | مدافع     | آرون مکونا            | ۲۵ نوامبر ۱۹۸۰ (۲۱ سال)  | 22          | Germinal Beerschot            |
| 5     | مدافع     | جیکوب لکجتو           | ۲۴ مارس ۱۹۷۴ (۲۸ سال)    | 15          | باشگاه فوتبال لوکوموتیو مسکو  |
| 6     | هافبک     | مک بت سیبایا          | ۲۵ نوامبر ۱۹۷۷ (۲۴ سال)  | 9           | Jomo Cosmos                   |
| 7     | هافبک     | کوئینتون فورچون       | ۲۱ مه ۱۹۷۷ (۲۵ سال)      | 39          | باشگاه فوتبال منچستر یونایتد  |
| 8     | هافبک     | تابو منگومنی          | ۲۴ ژوئن ۱۹۶۹ (۳۲ سال)    | 37          | Orlando Pirates               |
| 9     | هافبک     | مک‌دونالد موکانسی      | ۲۶ مه ۱۹۷۵ (۲۷ سال)      | 7           | باشگاه فوتبال لوکوموتیو صوفیه |
| 10    | هافبک     | بنت مگونی             | ۱۸ مارس ۱۹۷۴ (۲۸ سال)    | 9           | باشگاه فوتبال لوکوموتیو مسکو  |
| 11    | هافبک     | جابو مالانگو          | ۱۱ ژوئیه ۱۹۸۰ (۲۱ سال)   | 9           | باشگاه فوتبال کایزر چیفس      |
| 12    | هافبک     | تبوهو مکونا           | ۱۰ ژوئیه ۱۹۷۴ (۲۷ سال)   | 10          | باشگاه فوتبال سنت گالن        |
| 13    | مدافع     | پی‌یر عیسی             | ۱۲ سپتامبر ۱۹۷۵ (۲۶ سال) | 41          | باشگاه فوتبال واتفورد         |
| 14    | مهاجم     | سیابونگا ناموث        | ۲ دسامبر ۱۹۷۷ (۲۴ سال)   | 30          | باشگاه فوتبال اودینزه         |
| 15    | هافبک     | سیبوسیسو زوما         | ۲۳ ژوئن ۱۹۷۵ (۲۶ سال)    | 22          | باشگاه فوتبال کپنهاگن         |
| 16    | دروازه‌بان | آندره ارندس           | ۲۷ ژوئن ۱۹۶۷ (۳۴ سال)    | 49          | Santos Cape Town              |
| 17    | مهاجم     | بنی مک‌کارتی           | ۱۲ نوامبر ۱۹۷۷ (۲۴ سال)  | 43          | باشگاه فوتبال پورتو           |
| 18    | هافبک     | دلرون باکلی           | ۷ دسامبر ۱۹۷۷ (۲۴ سال)   | 32          | باشگاه فوتبال بوخوم           |
| 19    | مدافع     | لوکاس رادبه (کاپیتان) | ۱۲ آوریل ۱۹۶۹ (۳۳ سال)   | 65          | باشگاه فوتبال لیدز یونایتد    |
| 20    | دروازه‌بان | کالوین مارلین         | ۲۰ آوریل ۱۹۷۶ (۲۶ سال)   | 2           | باشگاه فوتبال آژاکس کیپ‌تاون   |
| 21    | هافبک     | استیون پینار          | ۱۷ مارس ۱۹۸۲ (۲۰ سال)    | 0           | باشگاه فوتبال آژاکس آمستردام  |
| 22    | مدافع     | تابانگ مالیف          | ۱۱ آوریل ۱۹۷۹ (۲۳ سال)   | 5           | Jomo Cosmos                   |
| 23    | مهاجم     | جرج کومانتاراکیس      | ۲۷ مارس ۱۹۷۴ (۲۸ سال)    | 6           | باشگاه فوتبال بازل            |

### اسپانیا
سرمربی: خوزه آنتونیو کاماچو
| شماره | جایگاه    | بازیکن                  | تاریخ تولد/سن           | بازی‌های ملی | باشگاه                          |
| ----- | --------- | ----------------------- | ----------------------- | ----------- | ------------------------------- |
| 1     | دروازه‌بان | ایکر کاسیاس             | ۲۰ مه ۱۹۸۱ (۲۱ سال)     | 13          | باشگاه فوتبال رئال مادرید       |
| 2     | مدافع     | کورو تورس               | ۲۷ دسامبر ۱۹۷۶ (۲۵ سال) | 4           | باشگاه فوتبال والنسیا           |
| 3     | مدافع     | خوانفران                | ۱۵ ژوئیه ۱۹۷۶ (۲۵ سال)  | 7           | باشگاه فوتبال سلتاویگو          |
| 4     | هافبک     | ایوان هلگوئرا           | ۱۸ مارس ۱۹۷۵ (۲۷ سال)   | 22          | باشگاه فوتبال رئال مادرید       |
| 5     | مدافع     | کارلس پویول             | ۱۳ آوریل ۱۹۷۸ (۲۴ سال)  | 8           | باشگاه فوتبال بارسلونا          |
| 6     | مدافع     | فرناندو ئیه‌رو (کاپیتان) | ۲۳ مارس ۱۹۶۸ (۳۴ سال)   | 85          | باشگاه فوتبال رئال مادرید       |
| 7     | مهاجم     | رائول                   | ۲۷ ژوئن ۱۹۷۷ (۲۴ سال)   | 51          | باشگاه فوتبال رئال مادرید       |
| 8     | هافبک     | روبن باراخا             | ۱۱ ژوئیه ۱۹۷۵ (۲۶ سال)  | 9           | باشگاه فوتبال والنسیا           |
| 9     | مهاجم     | فرناندو مورینتس         | ۵ آوریل ۱۹۷۶ (۲۶ سال)   | 19          | باشگاه فوتبال رئال مادرید       |
| 10    | مهاجم     | دیگو تریستن             | ۵ ژانویه ۱۹۷۶ (۲۶ سال)  | 7           | باشگاه فوتبال دپورتیوو لاکرونیا |
| 11    | هافبک     | ژاویر دا پدرو           | ۴ اوت ۱۹۷۳ (۲۸ سال)     | 5           | باشگاه فوتبال رئال سوسیداد      |
| 12    | مهاجم     | آلبرت لوکی              | ۱۱ مارس ۱۹۷۸ (۲۴ سال)   | 0           | باشگاه فوتبال رئال مایورکا      |
| 13    | دروازه‌بان | ریکاردو                 | ۳۰ دسامبر ۱۹۷۱ (۳۰ سال) | 1           | باشگاه فوتبال رئال وایادولید    |
| 14    | هافبک     | داوید آلبلدا            | ۱ سپتامبر ۱۹۷۷ (۲۴ سال) | 2           | باشگاه فوتبال والنسیا           |
| 15    | مدافع     | انریکه رومرو            | ۲۳ ژوئن ۱۹۷۱ (۳۰ سال)   | 3           | باشگاه فوتبال دپورتیوو لاکرونیا |
| 16    | هافبک     | گایزکا مندیتا           | ۲۷ مارس ۱۹۷۴ (۲۸ سال)   | 32          | باشگاه فوتبال لاتزیو            |
| 17    | هافبک     | خوان کارلوس والرون      | ۱۷ ژوئن ۱۹۷۵ (۲۶ سال)   | 20          | باشگاه فوتبال دپورتیوو لاکرونیا |
| 18    | هافبک     | سرجیو                   | ۱۰ نوامبر ۱۹۷۶ (۲۵ سال) | 5           | باشگاه فوتبال دپورتیوو لاکرونیا |
| 19    | هافبک     | ژاوی                    | ۲۵ ژانویه ۱۹۸۰ (۲۲ سال) | 3           | باشگاه فوتبال بارسلونا          |
| 20    | مدافع     | میگل آنخل نادال         | ۲۸ ژوئیه ۱۹۶۶ (۳۵ سال)  | 59          | باشگاه فوتبال رئال مایورکا      |
| 21    | هافبک     | لوییس انریکه            | ۸ مه ۱۹۷۰ (۳۲ سال)      | 57          | باشگاه فوتبال بارسلونا          |
| 22    | هافبک     | خواکین سانچز            | ۲۱ ژوئیه ۱۹۸۱ (۲۰ سال)  | 3           | باشگاه فوتبال رئال بتیس         |
| 23    | دروازه‌بان | پدرو کانترریس           | ۷ ژانویه ۱۹۷۲ (۳۰ سال)  | 0           | باشگاه فوتبال مالاگا            |

## گروه C

### برزیل
سرمربی: فیلیپه اسکولاری
| شماره | جایگاه    | بازیکن                    | تاریخ تولد/سن            | بازی‌های ملی | باشگاه                           |
| ----- | --------- | ------------------------- | ------------------------ | ----------- | -------------------------------- |
| 1     | دروازه‌بان | مارکوس روبرتو سیلویرا ریس | ۴ اوت ۱۹۷۳ (۲۸ سال)      | 15          | باشگاه فوتبال پالمیراس           |
| 2     | مدافع     | کافو (کاپیتان)            | ۷ ژوئن ۱۹۷۰ (۳۱ سال)     | 103         | باشگاه فوتبال آ.اس. رم           |
| 3     | مدافع     | لوسیو                     | ۸ مه ۱۹۷۸ (۲۴ سال)       | 15          | باشگاه فوتبال بایر ۰۴ لورکوزن    |
| 4     | مدافع     | روکه جونیور               | ۳۱ اوت ۱۹۷۶ (۲۵ سال)     | 17          | باشگاه فوتبال آ.ث. میلان         |
| 5     | مدافع     | ادمیلسون                  | ۱۰ ژوئیه ۱۹۷۶ (۲۵ سال)   | 12          | باشگاه فوتبال المپیک لیون        |
| 6     | مدافع     | روبرتو کارلوس             | ۱۰ آوریل ۱۹۷۳ (۲۹ سال)   | 84          | باشگاه فوتبال رئال مادرید        |
| 7     | هافبک     | ریکاردینیو                | ۲۳ مه ۱۹۷۶ (۲۶ سال)      | 3           | باشگاه فوتبال کورینتیانس         |
| 8     | هافبک     | گیلبرتو سیلوا             | ۷ اکتبر ۱۹۷۶ (۲۵ سال)    | 6           | باشگاه فوتبال اتلتیکو مینیرو     |
| 9     | مهاجم     | رونالدو                   | ۱۸ سپتامبر ۱۹۷۶ (۲۵ سال) | 56          | باشگاه فوتبال اینتر میلان        |
| 10    | هافبک     | ریوالدو                   | ۱۹ آوریل ۱۹۷۲ (۳۰ سال)   | 58          | باشگاه فوتبال بارسلونا           |
| 11    | هافبک     | رونالدینیو                | ۲۱ مارس ۱۹۸۰ (۲۲ سال)    | 24          | باشگاه فوتبال پاری سن ژرمن       |
| 12    | دروازه‌بان | دیدا                      | ۷ اکتبر ۱۹۷۳ (۲۸ سال)    | 49          | باشگاه فوتبال کورینتیانس         |
| 13    | مدافع     | جولیانو بلتی              | ۲۰ ژوئن ۱۹۷۶ (۲۵ سال)    | 10          | باشگاه فوتبال سائو پائولو        |
| 14    | مدافع     | آندرسون پولگا             | ۹ فوریه ۱۹۷۹ (۲۳ سال)    | 5           | باشگاه فوتبال گرمیو              |
| 15    | هافبک     | خوزه کلبرسون              | ۱۹ ژوئن ۱۹۷۹ (۲۲ سال)    | 5           | باشگاه فوتبال اتلتیکو پارانائنزه |
| 16    | مدافع     | جنیلسون آنگیلو دا سوزا    | ۲۰ ژوئن ۱۹۷۳ (۲۸ سال)    | 12          | باشگاه فوتبال پارما              |
| 17    | مهاجم     | دنیلسون دی الیویرا آراخو  | ۲۴ اوت ۱۹۷۷ (۲۴ سال)     | 53          | باشگاه فوتبال رئال بتیس          |
| 18    | هافبک     | وامپتا                    | ۱۳ مارس ۱۹۷۴ (۲۸ سال)    | 36          | باشگاه فوتبال کورینتیانس         |
| 19    | هافبک     | جونینو پائولیستا          | ۲۲ فوریه ۱۹۷۳ (۲۹ سال)   | 43          | باشگاه فوتبال فلامینگو           |
| 20    | مهاجم     | ادیلسون                   | ۱۷ سپتامبر ۱۹۷۱ (۳۰ سال) | 17          | باشگاه ورزشی کروزیرو             |
| 21    | مهاجم     | لوئیز بومبانتو گولارت     | ۱۴ نوامبر ۱۹۷۵ (۲۶ سال)  | 8           | باشگاه فوتبال گرمیو              |
| 22    | دروازه‌بان | روژریو سنی                | ۲۲ ژانویه ۱۹۷۳ (۲۹ سال)  | 12          | باشگاه فوتبال سائو پائولو        |
| 23    | هافبک     | کاکا                      | ۲۲ آوریل ۱۹۸۲ (۲۰ سال)   | 2           | باشگاه فوتبال سائو پائولو        |

### چین
سرمربی:  بورا میلوتینوویچ
| شماره | جایگاه    | بازیکن              | تاریخ تولد/سن            | بازی‌های ملی | باشگاه                              |
| ----- | --------- | ------------------- | ------------------------ | ----------- | ----------------------------------- |
| 1     | دروازه‌بان | ان کی               | ۲۱ ژوئن ۱۹۸۱ (۲۰ سال)    | 5           | باشگاه فوتبال دالیان هایچانگ        |
| 2     | مدافع     | ژانگ انهوا          | ۱۱ مه ۱۹۷۴ (۲۸ سال)      | 65          | باشگاه فوتبال دالیان هایچانگ        |
| 3     | مدافع     | یانگ پو             | ۳۰ مارس ۱۹۷۸ (۲۴ سال)    | 14          | باشگاه فوتبال بیجینگ گوان           |
| 4     | مدافع     | وو چنگینگ           | ۲۱ آوریل ۱۹۷۵ (۲۷ سال)   | 53          | باشگاه فوتبال شانگهای گرینلند شنهوآ |
| 5     | مدافع     | فن زی یی            | ۲۲ ژانویه ۱۹۷۰ (۳۲ سال)  | 105         | باشگاه فوتبال داندی                 |
| 6     | هافبک     | شاورجایایی          | ۱۰ آوریل ۱۹۸۰ (۲۲ سال)   | 18          | باشگاه فوتبال بیجینگ گوان           |
| 7     | مدافع     | سان جیهای           | ۳۰ سپتامبر ۱۹۷۷ (۲۴ سال) | 59          | باشگاه فوتبال منچستر سیتی           |
| 8     | هافبک     | لی تای              | ۱۸ سپتامبر ۱۹۷۷ (۲۴ سال) | 76          | باشگاه فوتبال لیائونینگ             |
| 9     | هافبک     | ما مینگیو (کاپیتان) | ۱۰ اوت ۱۹۷۲ (۲۹ سال)     | 91          | Sichuan Guancheng                   |
| 10    | مهاجم     | هائو هایدونگ        | ۲۵ اوت ۱۹۷۰ (۳۱ سال)     | 95          | باشگاه فوتبال دالیان هایچانگ        |
| 11    | هافبک     | یو جنوی             | ۱۹ اوت ۱۹۷۶ (۲۵ سال)     | 17          | باشگاه فوتبال تیانجین تدا           |
| 12    | مهاجم     | سو موژن             | ۳۰ ژوئیه ۱۹۷۲ (۲۹ سال)   | 43          | باشگاه فوتبال شاندونگ لیونگ         |
| 13    | هافبک     | گائو یائو           | ۱۳ ژوئیه ۱۹۷۷ (۲۴ سال)   | 4           | باشگاه فوتبال شاندونگ لیونگ         |
| 14    | مدافع     | لی ویفنگ            | ۱ دسامبر ۱۹۷۸ (۲۳ سال)   | 55          | باشگاه فوتبال شنژن                  |
| 15    | هافبک     | ژائو جونژه          | ۱۸ آوریل ۱۹۷۹ (۲۳ سال)   | 13          | باشگاه فوتبال لیائونینگ             |
| 16    | مهاجم     | کو بو               | ۱۵ ژوئیه ۱۹۸۱ (۲۰ سال)   | 16          | Qingdao Hainiu                      |
| 17    | مدافع     | دو وی               | ۹ فوریه ۱۹۸۲ (۲۰ سال)    | 7           | باشگاه فوتبال شانگهای گرینلند شنهوآ |
| 18    | هافبک     | لی ژیائوپنگ         | ۲۰ ژوئن ۱۹۷۵ (۲۶ سال)    | 26          | باشگاه فوتبال شاندونگ لیونگ         |
| 19    | هافبک     | کی هانگ             | ۳ ژوئن ۱۹۷۶ (۲۵ سال)     | 36          | باشگاه فوتبال بیجینگ رن             |
| 20    | مهاجم     | یانگ چن             | ۱۷ ژانویه ۱۹۷۴ (۲۸ سال)  | 26          | باشگاه فوتبال آینتراخت فرانکفورت    |
| 21    | مدافع     | شو یونلونگ          | ۱۷ فوریه ۱۹۷۹ (۲۳ سال)   | 20          | باشگاه فوتبال بیجینگ گوان           |
| 22    | دروازه‌بان | جیانگ جین           | ۷ اکتبر ۱۹۶۹ (۳۲ سال)    | 52          | باشگاه فوتبال تیانجین تدا           |
| 23    | دروازه‌بان | او چولیانگ          | ۲۶ اوت ۱۹۶۸ (۳۳ سال)     | 74          | Yunnan Hongta                       |

### کاستاریکا
سرمربی: الشندره گیمارائینش
| شماره | جایگاه    | بازیکن               | تاریخ تولد/سن            | بازی‌های ملی | باشگاه                                |
| ----- | --------- | -------------------- | ------------------------ | ----------- | ------------------------------------- |
| 1     | دروازه‌بان | اریک لونیس (کاپیتان) | ۹ سپتامبر ۱۹۶۵ (۳۶ سال)  | 74          | Saprissa                              |
| 2     | مدافع     | جرویس دروموند        | ۸ سپتامبر ۱۹۷۶ (۲۵ سال)  | 38          | Saprissa                              |
| 3     | مدافع     | لوییس مارین          | ۱۰ اوت ۱۹۷۴ (۲۷ سال)     | 74          | باشگاه فوتبال لیگا دپورتیوا آلاخولنسه |
| 4     | مدافع     | ماوریسیو رایت        | ۲۰ دسامبر ۱۹۷۰ (۳۱ سال)  | 40          | Herediano                             |
| 5     | مدافع     | گیلبرتو مارتینز      | ۱ اکتبر ۱۹۷۹ (۲۲ سال)    | 27          | Saprissa                              |
| 6     | هافبک     | ویلمر لوپز           | ۸ مارس ۱۹۷۱ (۳۱ سال)     | 68          | باشگاه فوتبال لیگا دپورتیوا آلاخولنسه |
| 7     | مهاجم     | رولاندو فونسکا       | ۶ ژوئن ۱۹۷۴ (۲۷ سال)     | 79          | Saprissa                              |
| 8     | هافبک     | ماریسیو سالیس        | ۱۳ دسامبر ۱۹۷۲ (۲۹ سال)  | 84          | باشگاه فوتبال لیگا دپورتیوا آلاخولنسه |
| 9     | مهاجم     | پائول وانچوپ         | ۳۱ ژوئیه ۱۹۷۶ (۲۵ سال)   | 48          | باشگاه فوتبال منچستر سیتی             |
| 10    | هافبک     | والتر کنتنو          | ۶ اکتبر ۱۹۷۴ (۲۷ سال)    | 49          | Saprissa                              |
| 11    | مهاجم     | رونالد گومز          | ۲۴ ژانویه ۱۹۷۵ (۲۷ سال)  | 53          | باشگاه فوتبال او.اف.آی کرته           |
| 12    | مهاجم     | وینستون پارکز        | ۱۲ اکتبر ۱۹۸۱ (۲۰ سال)   | 3           | باشگاه فوتبال اودینزه                 |
| 13    | مهاجم     | دنیل والجوس          | ۲۷ مه ۱۹۸۱ (۲۱ سال)      | 2           | Herediano                             |
| 14    | مدافع     | خوان خوزه رودریگز    | ۲۳ ژوئن ۱۹۶۷ (۳۴ سال)    | 2           | San Carlos                            |
| 15    | مدافع     | هارولد والاس         | ۷ سپتامبر ۱۹۷۵ (۲۶ سال)  | 54          | باشگاه فوتبال لیگا دپورتیوا آلاخولنسه |
| 16    | مهاجم     | استیون برایس         | ۱۶ اوت ۱۹۷۷ (۲۴ سال)     | 33          | باشگاه فوتبال لیگا دپورتیوا آلاخولنسه |
| 17    | هافبک     | ارنان مدفورد         | ۲۳ مه ۱۹۶۸ (۳۴ سال)      | 87          | Saprissa                              |
| 18    | دروازه‌بان | الوارو مسین          | ۲۴ دسامبر ۱۹۷۲ (۲۹ سال)  | 16          | باشگاه فوتبال لیگا دپورتیوا آلاخولنسه |
| 19    | هافبک     | رودریگو کوردیرو      | ۴ دسامبر ۱۹۷۳ (۲۸ سال)   | 25          | Herediano                             |
| 20    | مهاجم     | ویلیام سانسینگ       | ۱۲ مه ۱۹۷۷ (۲۵ سال)      | 23          | Herediano                             |
| 21    | مدافع     | پابلو چینچیا         | ۲۱ دسامبر ۱۹۷۸ (۲۳ سال)  | 12          | باشگاه فوتبال لیگا دپورتیوا آلاخولنسه |
| 22    | مدافع     | کارلوس کاسترو مورا   | ۱۰ سپتامبر ۱۹۷۸ (۲۳ سال) | 22          | باشگاه فوتبال لیگا دپورتیوا آلاخولنسه |
| 23    | دروازه‌بان | لستر مورگان          | ۲ مه ۱۹۷۶ (۲۶ سال)       | 5           | Herediano                             |

### ترکیه
سرمربی: شنول گونش
| شماره | جایگاه    | بازیکن                | تاریخ تولد/سن           | بازی‌های ملی | باشگاه                         |
| ----- | --------- | --------------------- | ----------------------- | ----------- | ------------------------------ |
| 1     | دروازه‌بان | رشدی رچبر             | ۱۰ مه ۱۹۷۳ (۲۹ سال)     | 64          | باشگاه فوتبال فنرباغچه         |
| 2     | مدافع     | امره عاشق             | ۱۳ دسامبر ۱۹۷۳ (۲۸ سال) | 16          | باشگاه فوتبال گالاتاسرای       |
| 3     | مدافع     | بیولوت کورکماز        | ۲۴ نوامبر ۱۹۶۸ (۳۳ سال) | 68          | باشگاه فوتبال گالاتاسرای       |
| 4     | مدافع     | فاتح اکیل             | ۲۶ دسامبر ۱۹۷۷ (۲۴ سال) | 36          | باشگاه فوتبال فنرباغچه         |
| 5     | مدافع     | آلپای اوزالان         | ۲۹ مه ۱۹۷۳ (۲۹ سال)     | 62          | باشگاه فوتبال استون ویلا       |
| 6     | مهاجم     | اریف اردم             | ۲ ژانویه ۱۹۷۲ (۳۰ سال)  | 50          | باشگاه فوتبال گالاتاسرای       |
| 7     | هافبک     | اوکان بروک            | ۱۹ اکتبر ۱۹۷۳ (۲۸ سال)  | 26          | باشگاه فوتبال اینتر میلان      |
| 8     | هافبک     | توغای کریم اوغلو      | ۲۴ اوت ۱۹۷۰ (۳۱ سال)    | 69          | باشگاه فوتبال بلکبرن روورز     |
| 9     | مهاجم     | هاکان شوکور (کاپیتان) | ۱ سپتامبر ۱۹۷۱ (۳۰ سال) | 73          | باشگاه فوتبال پارما            |
| 10    | هافبک     | ییلدیری باشتروک       | ۲۴ دسامبر ۱۹۷۸ (۲۳ سال) | 13          | باشگاه فوتبال بایر ۰۴ لورکوزن  |
| 11    | مهاجم     | حسن شاش               | ۱ اوت ۱۹۷۶ (۲۵ سال)     | 14          | باشگاه فوتبال گالاتاسرای       |
| 12    | دروازه‌بان | عمر چاتکیچ            | ۱۵ اکتبر ۱۹۷۴ (۲۷ سال)  | 6           | باشگاه فوتبال غازی عینتاب‌اسپور |
| 13    | هافبک     | موزی عزت              | ۳۱ اکتبر ۱۹۷۴ (۲۷ سال)  | 7           | باشگاه فوتبال لستر سیتی        |
| 14    | هافبک     | تایفور هاووتچو        | ۲۳ آوریل ۱۹۷۰ (۳۲ سال)  | 39          | باشگاه فوتبال بشیکتاش          |
| 15    | مهاجم     | نیهات قهوه‌چی          | ۲۳ نوامبر ۱۹۷۹ (۲۲ سال) | 11          | باشگاه فوتبال رئال سوسیداد     |
| 16    | مدافع     | امید اوزات            | ۳۰ اکتبر ۱۹۷۶ (۲۵ سال)  | 14          | باشگاه فوتبال فنرباغچه         |
| 17    | مهاجم     | ایلهان مانسیز         | ۱۰ اوت ۱۹۷۵ (۲۶ سال)    | 6           | باشگاه فوتبال بشیکتاش          |
| 18    | هافبک     | اورگین پنب            | ۱۷ مه ۱۹۷۲ (۳۰ سال)     | 21          | باشگاه فوتبال گالاتاسرای       |
| 19    | هافبک     | عبدالله ارجان         | ۸ دسامبر ۱۹۷۱ (۳۰ سال)  | 70          | باشگاه فوتبال فنرباغچه         |
| 20    | مدافع     | هاکان اونسال          | ۱۴ مه ۱۹۷۳ (۲۹ سال)     | 25          | باشگاه فوتبال بلکبرن روورز     |
| 21    | هافبک     | امره بلوز اوغلو       | ۷ سپتامبر ۱۹۸۰ (۲۱ سال) | 11          | باشگاه فوتبال اینتر میلان      |
| 22    | هافبک     | امید داوالا           | ۳۰ ژوئیه ۱۹۷۳ (۲۸ سال)  | 24          | باشگاه فوتبال آ.ث. میلان       |
| 23    | دروازه‌بان | ظفر اوزگالتکین        | ۱۰ مارس ۱۹۷۵ (۲۷ سال)   | 1           | باشگاه فوتبال آنکاراگوچو       |

## گروه D

### لهستان
سرمربی: یژی انگل
| شماره | جایگاه    | بازیکن                 | تاریخ تولد/سن            | بازی‌های ملی | باشگاه                           |
| ----- | --------- | ---------------------- | ------------------------ | ----------- | -------------------------------- |
| 1     | دروازه‌بان | یرژی دودک              | ۲۳ مارس ۱۹۷۳ (۲۹ سال)    | 21          | باشگاه فوتبال لیورپول            |
| 2     | مدافع     | توماش کواس             | ۷ مارس ۱۹۷۳ (۲۹ سال)     | 37          | باشگاه فوتبال کایزرسلاوترن       |
| 3     | مدافع     | یاتسک ژیلینسکی         | ۱۰ اکتبر ۱۹۶۷ (۳۴ سال)   | 52          | باشگاه فوتبال لگیا ورشو          |
| 4     | مدافع     | میخاو ژوواکوف          | ۲۲ آوریل ۱۹۷۶ (۲۶ سال)   | 25          | Mouscron                         |
| 5     | مدافع     | توماش ژونسا            | ۱۱ مارس ۱۹۷۳ (۲۹ سال)    | 9           | باشگاه فوتبال فاینورد            |
| 6     | مدافع     | توماش هایتو            | ۱۶ اکتبر ۱۹۷۲ (۲۹ سال)   | 44          | باشگاه فوتبال شالکه ۰۴           |
| 7     | هافبک     | پیوتر شویرسزوسکی       | ۸ آوریل ۱۹۷۲ (۳۰ سال)    | 65          | باشگاه فوتبال المپیک مارسی       |
| 8     | مهاجم     | تسزاری کوهارسکی        | ۱۷ فوریه ۱۹۷۲ (۳۰ سال)   | 15          | باشگاه فوتبال لگیا ورشو          |
| 9     | مهاجم     | پاوو کریشاوویچ         | ۲۳ ژوئن ۱۹۷۴ (۲۷ سال)    | 23          | باشگاه فوتبال آینتراخت فرانکفورت |
| 10    | هافبک     | رادوسلاف کاووژنی       | ۲ فوریه ۱۹۷۴ (۲۸ سال)    | 30          | باشگاه فوتبال انرژی کوتبوس       |
| 11    | مهاجم     | امانوئل اولیسادبه      | ۲۲ دسامبر ۱۹۷۸ (۲۳ سال)  | 16          | باشگاه فوتبال پاناتینایکوس       |
| 12    | دروازه‌بان | رادوسلاف مایدان        | ۱۰ مه ۱۹۷۲ (۳۰ سال)      | 5           | باشگاه ورزشی گوزتپه              |
| 13    | مدافع     | آرکادیوش گوواتسکی      | ۱۳ مارس ۱۹۷۹ (۲۳ سال)    | 2           | باشگاه فوتبال ویسوا کراکوف       |
| 14    | مهاجم     | مارچین ژوواکوف         | ۲۲ آوریل ۱۹۷۶ (۲۶ سال)   | 17          | Mouscron                         |
| 15    | مدافع     | توماش واودوخ (کاپیتان) | ۱۰ مه ۱۹۷۱ (۳۱ سال)      | 71          | باشگاه فوتبال شالکه ۰۴           |
| 16    | مدافع     | ماچی مورافسکی          | ۲۰ فوریه ۱۹۷۴ (۲۸ سال)   | 4           | باشگاه فوتبال لگیا ورشو          |
| 17    | هافبک     | آرکادیوش بونک          | ۶ اکتبر ۱۹۷۴ (۲۷ سال)    | 12          | باشگاه فوتبال ویدزف ووچ          |
| 18    | هافبک     | یاتسک کشینووک          | ۱۵ مه ۱۹۷۶ (۲۶ سال)      | 23          | باشگاه فوتبال نورنبرگ            |
| 19    | مهاجم     | ماچی ژورافسکی          | ۱۲ سپتامبر ۱۹۷۶ (۲۵ سال) | 9           | باشگاه فوتبال ویسوا کراکوف       |
| 20    | مدافع     | یاتسک بونک             | ۲۴ مارس ۱۹۷۳ (۲۹ سال)    | 36          | باشگاه فوتبال لانس               |
| 21    | هافبک     | مارک کوژمینسکی         | ۷ فوریه ۱۹۷۱ (۳۱ سال)    | 42          | Ancona                           |
| 22    | دروازه‌بان | آدام ماتیسک            | ۱۹ ژوئیه ۱۹۶۸ (۳۳ سال)   | 34          | RKS Radomsko                     |
| 23    | هافبک     | پاوو سیبیک             | ۱۵ فوریه ۱۹۷۱ (۳۱ سال)   | 2           | Odra Wodzisław                   |

### پرتغال
سرمربی: لوئیس اولیورا
| شماره | جایگاه    | بازیکن                 | تاریخ تولد/سن            | بازی‌های ملی | باشگاه                         |
| ----- | --------- | ---------------------- | ------------------------ | ----------- | ------------------------------ |
| 1     | دروازه‌بان | ویتور بایا             | ۱۵ اکتبر ۱۹۶۹ (۳۲ سال)   | 75          | باشگاه فوتبال پورتو            |
| 2     | مدافع     | ژرژ کوستا              | ۱۴ اکتبر ۱۹۷۱ (۳۰ سال)   | 46          | باشگاه فوتبال پورتو            |
| 3     | مدافع     | آبل ژاویر              | ۳۰ نوامبر ۱۹۷۲ (۲۹ سال)  | 18          | باشگاه فوتبال لیورپول          |
| 4     | مدافع     | مارکو کنیرا            | ۹ فوریه ۱۹۷۹ (۲۳ سال)    | 1           | باشگاه فوتبال بنفیکا           |
| 5     | مدافع     | فرناندو کوتو (کاپیتان) | ۲ اوت ۱۹۶۹ (۳۲ سال)      | 82          | باشگاه فوتبال لاتزیو           |
| 6     | هافبک     | پائولو سوزا            | ۳۰ اوت ۱۹۷۰ (۳۱ سال)     | 50          | باشگاه فوتبال اسپانیول         |
| 7     | هافبک     | لوئیس فیگو             | ۴ نوامبر ۱۹۷۲ (۲۹ سال)   | 81          | باشگاه فوتبال رئال مادرید      |
| 8     | مهاجم     | ژوآو پینتو             | ۱۹ اوت ۱۹۷۱ (۳۰ سال)     | 77          | باشگاه فوتبال اسپورتینگ پرتغال |
| 9     | مهاجم     | پائولتا                | ۲۸ آوریل ۱۹۷۳ (۲۹ سال)   | 33          | باشگاه فوتبال بوردو            |
| 10    | هافبک     | روی کاستا              | ۲۹ مارس ۱۹۷۲ (۳۰ سال)    | 67          | باشگاه فوتبال آ.ث. میلان       |
| 11    | هافبک     | سرجیو کانسیسیو         | ۱۵ نوامبر ۱۹۷۴ (۲۷ سال)  | 41          | باشگاه فوتبال اینتر میلان      |
| 12    | هافبک     | هوگو ویانا             | ۱۵ ژانویه ۱۹۸۳ (۱۹ سال)  | 4           | باشگاه فوتبال اسپورتینگ پرتغال |
| 13    | مدافع     | ژرژ آندراده            | ۹ آوریل ۱۹۷۸ (۲۴ سال)    | 5           | باشگاه فوتبال پورتو            |
| 14    | هافبک     | پدرو باربوسا           | ۶ اوت ۱۹۷۰ (۳۱ سال)      | 21          | باشگاه فوتبال اسپورتینگ پرتغال |
| 15    | دروازه‌بان | نلسون پریرا            | ۲۰ اکتبر ۱۹۷۵ (۲۶ سال)   | 1           | باشگاه فوتبال اسپورتینگ پرتغال |
| 16    | دروازه‌بان | ریکاردو                | ۱۱ فوریه ۱۹۷۶ (۲۶ سال)   | 10          | باشگاه فوتبال بوآویستا         |
| 17    | هافبک     | پائولو بنتو            | ۲۰ ژوئن ۱۹۶۹ (۳۲ سال)    | 31          | باشگاه فوتبال اسپورتینگ پرتغال |
| 18    | مدافع     | نونو فرشائو            | ۲۴ سپتامبر ۱۹۷۷ (۲۴ سال) | 9           | باشگاه فوتبال بوآویستا         |
| 19    | هافبک     | کاپاچو                 | ۲۱ فوریه ۱۹۷۲ (۳۰ سال)   | 29          | باشگاه فوتبال پورتو            |
| 20    | هافبک     | پتیت                   | ۲۵ سپتامبر ۱۹۷۶ (۲۵ سال) | 9           | باشگاه فوتبال بوآویستا         |
| 21    | مهاجم     | نونو گومژ              | ۵ ژوئیه ۱۹۷۶ (۲۵ سال)    | 28          | باشگاه فوتبال فیورنتینا        |
| 22    | مدافع     | بتو                    | ۳ مه ۱۹۷۶ (۲۶ سال)       | 16          | باشگاه فوتبال اسپورتینگ پرتغال |
| 23    | مدافع     | روی خورخه              | ۲۷ مارس ۱۹۷۳ (۲۹ سال)    | 20          | باشگاه فوتبال اسپورتینگ پرتغال |

### کره جنوبی
سرمربی:  گاس هیدینک
| شماره | جایگاه    | بازیکن                  | تاریخ تولد/سن            | بازی‌های ملی | باشگاه                                 |
| ----- | --------- | ----------------------- | ------------------------ | ----------- | -------------------------------------- |
| 1     | دروازه‌بان | لی وون جائه             | ۲۶ آوریل ۱۹۷۳ (۲۹ سال)   | 31          | باشگاه فوتبال سوون سامسونگ             |
| 2     | مدافع     | هیون یانگ مین           | ۲۵ دسامبر ۱۹۷۹ (۲۲ سال)  | 8           | باشگاه فوتبال اولسان هیوندای           |
| 3     | هافبک     | چوی سونگ-یونگ           | ۲۵ دسامبر ۱۹۷۵ (۲۶ سال)  | 60          | باشگاه فوتبال سوون سامسونگ             |
| 4     | مدافع     | چوی جن چول              | ۲۶ مارس ۱۹۷۱ (۳۱ سال)    | 15          | باشگاه فوتبال چونبوک هیوندای موتورز    |
| 5     | هافبک     | کیم نام آیل             | ۱۴ مارس ۱۹۷۷ (۲۵ سال)    | 23          | باشگاه فوتبال چونام دراگونز            |
| 6     | مدافع     | یو سانگ-چول             | ۱۸ اکتبر ۱۹۷۱ (۳۰ سال)   | 93          | باشگاه فوتبال کاشیوا ریسول             |
| 7     | مدافع     | کیم تی یانگ             | ۸ نوامبر ۱۹۷۰ (۳۱ سال)   | 78          | باشگاه فوتبال چونام دراگونز            |
| 8     | هافبک     | چوی تائه اوک            | ۱۳ مارس ۱۹۸۱ (۲۱ سال)    | 16          | باشگاه فوتبال سئول                     |
| 9     | مهاجم     | سئول کی هیون            | ۸ ژانویه ۱۹۷۹ (۲۳ سال)   | 31          | باشگاه فوتبال اندرلشت                  |
| 10    | هافبک     | لی یانگ پایو            | ۲۳ آوریل ۱۹۷۷ (۲۵ سال)   | 51          | باشگاه فوتبال سئول                     |
| 11    | مهاجم     | چوی یونگ-سو             | ۱۰ سپتامبر ۱۹۷۳ (۲۸ سال) | 58          | باشگاه فوتبال جف یونایتد ایچیهارا چیبا |
| 12    | دروازه‌بان | کیم بیانگ جی            | ۸ آوریل ۱۹۷۰ (۳۲ سال)    | 58          | باشگاه فوتبال پوهانگ استیلرز           |
| 13    | هافبک     | لی یول یونگ             | ۸ سپتامبر ۱۹۷۵ (۲۶ سال)  | 19          | باشگاه فوتبال ججو یونایتد              |
| 14    | مهاجم     | لی چان سو               | ۹ ژوئیه ۱۹۸۱ (۲۰ سال)    | 22          | باشگاه فوتبال اولسان هیوندای           |
| 15    | مدافع     | لی مین-سونگ             | ۲۳ ژوئن ۱۹۷۳ (۲۸ سال)    | 52          | باشگاه فوتبال بوسان ای‌پارک             |
| 16    | مهاجم     | چا دو ری                | ۲۵ ژوئیه ۱۹۸۰ (۲۱ سال)   | 12          | دانشگاه کره                            |
| 17    | هافبک     | یون جونگ هوان           | ۱۶ فوریه ۱۹۷۳ (۲۹ سال)   | 36          | باشگاه فوتبال سرزو اوساکا              |
| 18    | مهاجم     | هوانگ سان-هونگ          | ۱۴ ژوئیه ۱۹۶۸ (۳۳ سال)   | 97          | باشگاه فوتبال کاشیوا ریسول             |
| 19    | مهاجم     | آن یونگ هوان            | ۲۷ ژانویه ۱۹۷۶ (۲۶ سال)  | 19          | باشگاه فوتبال پروجا                    |
| 20    | مدافع     | هونگ میونگ-بو (کاپیتان) | ۱۲ فوریه ۱۹۶۹ (۳۳ سال)   | 128         | باشگاه فوتبال پوهانگ استیلرز           |
| 21    | هافبک     | پارک جی سونگ            | ۲۵ فوریه ۱۹۸۱ (۲۱ سال)   | 33          | باشگاه فوتبال کیوتو سانگا              |
| 22    | هافبک     | سونگ چونگ گوگ           | ۲۰ فوریه ۱۹۷۹ (۲۳ سال)   | 27          | باشگاه فوتبال بوسان ای‌پارک             |
| 23    | دروازه‌بان | چوی یون سانگ            | ۵ آوریل ۱۹۷۱ (۳۱ سال)    | 1           | باشگاه فوتبال دائجئون هانا سیتی‌زن      |

### ایالات متحده
سرمربی: بروس آرینا
| شماره | جایگاه    | بازیکن                | تاریخ تولد/سن           | بازی‌های ملی | باشگاه                             |
| ----- | --------- | --------------------- | ----------------------- | ----------- | ---------------------------------- |
| 1     | دروازه‌بان | برد فریدل             | ۸ مه ۱۹۷۱ (۳۱ سال)      | 74          | باشگاه فوتبال بلکبرن روورز         |
| 2     | هافبک     | فرانکی هیدوک          | ۵ اوت ۱۹۷۴ (۲۷ سال)     | 38          | باشگاه فوتبال بایر ۰۴ لورکوزن      |
| 3     | مدافع     | گرگ برهالتر           | ۱ اوت ۱۹۷۳ (۲۸ سال)     | 25          | باشگاه فوتبال کریستال پالاس        |
| 4     | مدافع     | پابلو مسترونی         | ۲۹ اوت ۱۹۷۶ (۲۵ سال)    | 8           | Miami Fusion                       |
| 5     | هافبک     | جان اوبراین           | ۲۹ اوت ۱۹۷۷ (۲۴ سال)    | 13          | باشگاه فوتبال آژاکس آمستردام       |
| 6     | مدافع     | دیوید رجیس            | ۲ دسامبر ۱۹۶۸ (۳۳ سال)  | 28          | باشگاه فوتبال متس                  |
| 7     | هافبک     | ادی لووس              | ۱۷ مه ۱۹۷۴ (۲۸ سال)     | 38          | باشگاه فوتبال فولام                |
| 8     | هافبک     | ارنی استوارت          | ۲۸ مارس ۱۹۶۹ (۳۳ سال)   | 77          | باشگاه فوتبال ناک بردا             |
| 9     | مهاجم     | جوئه ماکس مور         | ۲۳ فوریه ۱۹۷۱ (۳۱ سال)  | 95          | باشگاه فوتبال اورتون               |
| 10    | هافبک     | کلودیو رینا (کاپیتان) | ۲۰ ژوئیه ۱۹۷۳ (۲۸ سال)  | 86          | باشگاه فوتبال ساندرلند             |
| 11    | مهاجم     | کلینت متیس            | ۲۵ نوامبر ۱۹۷۶ (۲۵ سال) | 19          | باشگاه فوتبال نیویورک رد بولز      |
| 12    | مدافع     | جف آگوس               | ۲ مه ۱۹۶۸ (۳۴ سال)      | 127         | باشگاه فوتبال سن‌خوزه ارث‌کوئیکز     |
| 13    | هافبک     | کوبی جونز             | ۱۶ ژوئن ۱۹۷۰ (۳۱ سال)   | 153         | باشگاه فوتبال لس‌آنجلس گلکسی        |
| 14    | مدافع     | استیو چاروندولو       | ۱۹ فوریه ۱۹۷۹ (۲۳ سال)  | 10          | باشگاه فوتبال هانوفر ۹۶            |
| 15    | مهاجم     | جاش ولف               | ۲۵ فوریه ۱۹۷۷ (۲۵ سال)  | 16          | شیکاگو فایر                        |
| 16    | مدافع     | کارلوس یامسا          | ۳۰ ژوئن ۱۹۶۹ (۳۲ سال)   | 26          | نیوانگلند رولوشن                   |
| 17    | هافبک     | دامارکوس بیزلی        | ۲۴ مه ۱۹۸۲ (۲۰ سال)     | 9           | شیکاگو فایر                        |
| 18    | دروازه‌بان | کیسی کلر              | ۲۹ نوامبر ۱۹۶۹ (۳۲ سال) | 58          | باشگاه فوتبال تاتنهام هاتسپر       |
| 19    | دروازه‌بان | تونی میولا            | ۲۱ فوریه ۱۹۶۹ (۳۳ سال)  | 98          | باشگاه فوتبال اسپورتینگ کانزاس‌سیتی |
| 20    | مهاجم     | برایان مک‌براید        | ۱۹ ژوئن ۱۹۷۲ (۲۹ سال)   | 58          | کلمبوس کرو                         |
| 21    | مهاجم     | لندون داناون          | ۴ مارس ۱۹۸۲ (۲۰ سال)    | 20          | باشگاه فوتبال سن‌خوزه ارث‌کوئیکز     |
| 22    | مدافع     | تونی سانه             | ۱ ژوئن ۱۹۷۱ (۳۰ سال)    | 29          | باشگاه فوتبال نورنبرگ              |
| 23    | مدافع     | ادی پاپ               | ۲۴ دسامبر ۱۹۷۳ (۲۸ سال) | 48          | باشگاه فوتبال دی‌سی یونایتد         |

## گروه E

### کامرون
سرمربی:  وینفرید شفر
| شماره | جایگاه    | بازیکن                 | تاریخ تولد/سن           | بازی‌های ملی | باشگاه                         |
| ----- | --------- | ---------------------- | ----------------------- | ----------- | ------------------------------ |
| 1     | دروازه‌بان | الیوم بوکار            | ۳ ژانویه ۱۹۷۲ (۳۰ سال)  | 46          | باشگاه فوتبال صامسون‌اسپور      |
| 2     | هافبک     | بیل چاتو               | ۱۴ مه ۱۹۷۵ (۲۷ سال)     | 12          | باشگاه فوتبال مون‌پلیه          |
| 3     | مدافع     | پی‌یر وومه              | ۲۶ مارس ۱۹۷۹ (۲۳ سال)   | 46          | باشگاه فوتبال بولونیا          |
| 4     | مدافع     | ریگوبرت سانگ (کاپیتان) | ۱ ژوئیه ۱۹۷۶ (۲۵ سال)   | 59          | باشگاه فوتبال کلن              |
| 5     | مدافع     | ریموند کالا            | ۲۲ آوریل ۱۹۷۵ (۲۷ سال)  | 47          | Extremadura                    |
| 6     | مدافع     | پیر نیانکا             | ۱۵ مارس ۱۹۷۵ (۲۷ سال)   | 31          | باشگاه فوتبال استراسبورگ       |
| 7     | هافبک     | جوزف ان‌دو              | ۲۸ آوریل ۱۹۷۶ (۲۶ سال)  | 16          | Al-Khaleej                     |
| 8     | مدافع     | جرمی ان‌جی‌تاپ           | ۲۰ دسامبر ۱۹۷۸ (۲۳ سال) | 38          | باشگاه فوتبال رئال مادرید      |
| 9     | مهاجم     | ساموئل اتوئو           | ۱۰ مارس ۱۹۸۱ (۲۱ سال)   | 27          | باشگاه فوتبال رئال مایورکا     |
| 10    | مهاجم     | پاتریک ام‌بوما          | ۱۵ نوامبر ۱۹۷۰ (۳۱ سال) | 42          | باشگاه فوتبال ساندرلند         |
| 11    | مهاجم     | پیوس ندیفی             | ۵ ژوئیه ۱۹۷۵ (۲۶ سال)   | 13          | باشگاه فوتبال سدان             |
| 12    | هافبک     | لورن اتامه مایر        | ۱۹ ژانویه ۱۹۷۷ (۲۵ سال) | 15          | باشگاه فوتبال آرسنال           |
| 13    | مدافع     | لوسین متومو            | ۱۹ آوریل ۱۹۷۷ (۲۵ سال)  | 17          | باشگاه فوتبال منچستر سیتی      |
| 14    | هافبک     | جوئل اپاله             | ۲۰ فوریه ۱۹۷۸ (۲۴ سال)  | 22          | باشگاه فوتبال پاناتینایکوس     |
| 15    | هافبک     | نیکولاس النودجی        | ۹ دسامبر ۱۹۷۹ (۲۲ سال)  | 15          | باشگاه فوتبال چای‌کار ریزه‌اسپور |
| 16    | دروازه‌بان | ژاک سونگو-او           | ۱۷ مارس ۱۹۶۴ (۳۸ سال)   | 66          | باشگاه فوتبال متس              |
| 17    | هافبک     | مارک ویوین فو          | ۱ مه ۱۹۷۵ (۲۷ سال)      | 47          | باشگاه فوتبال المپیک لیون      |
| 18    | مهاجم     | پاتریک سوفو            | ۱۷ ژانویه ۱۹۷۸ (۲۴ سال) | 18          | باشگاه فوتبال شفیلد یونایتد    |
| 19    | هافبک     | اریک دجمبا دجمبا       | ۴ مه ۱۹۸۱ (۲۱ سال)      | 0           | باشگاه فوتبال نانت             |
| 20    | هافبک     | سالومون اولمبه         | ۸ دسامبر ۱۹۸۰ (۲۱ سال)  | 39          | باشگاه فوتبال المپیک مارسی     |
| 21    | مهاجم     | ژوزف-دزیره جاب         | ۱ دسامبر ۱۹۷۷ (۲۴ سال)  | 34          | باشگاه فوتبال متس              |
| 22    | دروازه‌بان | کارلوس کامنی           | ۱۸ فوریه ۱۹۸۴ (۱۸ سال)  | 1           | باشگاه فوتبال لو آور           |
| 23    | هافبک     | دنیل نگوم کوم          | ۱۹ مه ۱۹۸۰ (۲۲ سال)     | 4           | باشگاه فوتبال نومانسیا         |

### آلمان
سرمربی: رودی فولر
| شماره | جایگاه    | بازیکن              | تاریخ تولد/سن            | بازی‌های ملی | باشگاه                        |
| ----- | --------- | ------------------- | ------------------------ | ----------- | ----------------------------- |
| 1     | دروازه‌بان | الیور کان (کاپیتان) | ۱۵ ژوئن ۱۹۶۹ (۳۲ سال)    | 45          | باشگاه فوتبال بایرن مونیخ     |
| 2     | مدافع     | توماس لینکه         | ۲۶ دسامبر ۱۹۶۹ (۳۲ سال)  | 34          | باشگاه فوتبال بایرن مونیخ     |
| 3     | مدافع     | مارکو رمر           | ۲۹ آوریل ۱۹۷۲ (۳۰ سال)   | 27          | باشگاه فوتبال هرتابرلین       |
| 4     | مدافع     | فرانک بومان         | ۲۹ اکتبر ۱۹۷۵ (۲۶ سال)   | 11          | باشگاه ورزشی وردر برمن        |
| 5     | هافبک     | کارستن راملو        | ۲۰ مارس ۱۹۷۴ (۲۸ سال)    | 25          | باشگاه فوتبال بایر ۰۴ لورکوزن |
| 6     | مدافع     | کریستیان سایگه      | ۱ فوریه ۱۹۷۲ (۳۰ سال)    | 66          | باشگاه فوتبال تاتنهام هاتسپر  |
| 7     | مهاجم     | الیور نویل          | ۱ مه ۱۹۷۳ (۲۹ سال)       | 30          | باشگاه فوتبال بایر ۰۴ لورکوزن |
| 8     | هافبک     | دیتمار هامان        | ۲۷ اوت ۱۹۷۳ (۲۸ سال)     | 40          | باشگاه فوتبال لیورپول         |
| 9     | مهاجم     | کارستن یانکر        | ۲۸ اوت ۱۹۷۴ (۲۷ سال)     | 26          | باشگاه فوتبال بایرن مونیخ     |
| 10    | هافبک     | لارس ریکن           | ۱۰ ژوئیه ۱۹۷۶ (۲۵ سال)   | 16          | باشگاه فوتبال بروسیا دورتموند |
| 11    | مهاجم     | میروسلاو کلوزه      | ۹ ژوئن ۱۹۷۸ (۲۳ سال)     | 12          | باشگاه فوتبال کایزرسلاوترن    |
| 12    | دروازه‌بان | ینس لمان            | ۱۰ نوامبر ۱۹۶۹ (۳۲ سال)  | 14          | باشگاه فوتبال بروسیا دورتموند |
| 13    | هافبک     | میشائل بالاک        | ۲۶ سپتامبر ۱۹۷۶ (۲۵ سال) | 22          | باشگاه فوتبال بایر ۰۴ لورکوزن |
| 14    | مهاجم     | جرالد آساموا        | ۳ اکتبر ۱۹۷۸ (۲۳ سال)    | 11          | باشگاه فوتبال شالکه ۰۴        |
| 15    | مدافع     | زباستین کل          | ۱۳ فوریه ۱۹۸۰ (۲۲ سال)   | 8           | باشگاه فوتبال بروسیا دورتموند |
| 16    | هافبک     | ینس یرمیس           | ۵ مارس ۱۹۷۴ (۲۸ سال)     | 33          | باشگاه فوتبال بایرن مونیخ     |
| 17    | هافبک     | مارکو بوده          | ۲۳ ژوئیه ۱۹۶۹ (۳۲ سال)   | 34          | باشگاه ورزشی وردر برمن        |
| 18    | هافبک     | یورگ بومه           | ۲۲ ژانویه ۱۹۷۴ (۲۸ سال)  | 6           | باشگاه فوتبال شالکه ۰۴        |
| 19    | هافبک     | برند اشنایدر        | ۱۷ نوامبر ۱۹۷۳ (۲۸ سال)  | 9           | باشگاه فوتبال بایر ۰۴ لورکوزن |
| 20    | مهاجم     | الیور بیرهوف        | ۱ مه ۱۹۶۸ (۳۴ سال)       | 65          | باشگاه فوتبال موناکو          |
| 21    | مدافع     | کریستوف متزلدر      | ۵ نوامبر ۱۹۸۰ (۲۱ سال)   | 6           | باشگاه فوتبال بروسیا دورتموند |
| 22    | هافبک     | تورستن فرینگس       | ۲۲ نوامبر ۱۹۷۶ (۲۵ سال)  | 8           | باشگاه ورزشی وردر برمن        |
| 23    | دروازه‌بان | هانس یورگ بوت       | ۲۸ مه ۱۹۷۴ (۲۸ سال)      | 2           | باشگاه فوتبال بایر ۰۴ لورکوزن |

### جمهوری ایرلند
سرمربی: میک مک‌کارتی
| شماره | جایگاه    | بازیکن                   | تاریخ تولد/سن            | بازی‌های ملی | باشگاه                        |
| ----- | --------- | ------------------------ | ------------------------ | ----------- | ----------------------------- |
| 1     | دروازه‌بان | شی گیون                  | ۲۰ آوریل ۱۹۷۶ (۲۶ سال)   | 39          | باشگاه فوتبال نیوکاسل یونایتد |
| 2     | مدافع     | ستیون فینن               | ۲۴ آوریل ۱۹۷۶ (۲۶ سال)   | 13          | باشگاه فوتبال فولام           |
| 3     | مدافع     | ایان هارت                | ۳۱ اوت ۱۹۷۷ (۲۴ سال)     | 40          | باشگاه فوتبال لیدز یونایتد    |
| 4     | مدافع     | کنی کانینگهام            | ۲۸ ژوئن ۱۹۷۱ (۳۰ سال)    | 38          | باشگاه فوتبال ویمبلدون        |
| 5     | مدافع     | استیو استانتون (کاپیتان) | ۱۹ ژانویه ۱۹۶۹ (۳۳ سال)  | 98          | باشگاه فوتبال استون ویلا      |
| 6     | هافبک     | روی کین                  | ۱۰ اوت ۱۹۷۱ (۳۰ سال)     | 58          | باشگاه فوتبال منچستر یونایتد  |
| 7     | هافبک     | جیسون مک‌آتیر             | ۱۸ ژوئن ۱۹۷۱ (۳۰ سال)    | 47          | باشگاه فوتبال ساندرلند        |
| 8     | هافبک     | مت هولاند                | ۱۱ آوریل ۱۹۷۴ (۲۸ سال)   | 19          | باشگاه فوتبال ایپسویچ تاون    |
| 9     | هافبک     | دیمین داف                | ۲ مارس ۱۹۷۹ (۲۳ سال)     | 26          | باشگاه فوتبال بلکبرن روورز    |
| 10    | مهاجم     | رابی کین                 | ۸ ژوئیه ۱۹۸۰ (۲۱ سال)    | 33          | باشگاه فوتبال لیدز یونایتد    |
| 11    | هافبک     | کوین کیلبن               | ۱ فوریه ۱۹۷۷ (۲۵ سال)    | 31          | باشگاه فوتبال ساندرلند        |
| 12    | هافبک     | مارک کینسلا              | ۱۲ اوت ۱۹۷۲ (۲۹ سال)     | 28          | باشگاه فوتبال چارلتون اتلتیک  |
| 13    | مهاجم     | دیوید کانولی             | ۶ ژوئن ۱۹۷۷ (۲۴ سال)     | 33          | باشگاه فوتبال ویمبلدون        |
| 14    | مدافع     | گری برین                 | ۱۲ دسامبر ۱۹۷۳ (۲۸ سال)  | 43          | باشگاه فوتبال کاونتری سیتی    |
| 15    | مدافع     | ریچارد دان               | ۲۱ سپتامبر ۱۹۷۹ (۲۲ سال) | 14          | باشگاه فوتبال منچستر سیتی     |
| 16    | دروازه‌بان | دین کیلی                 | ۱۰ اکتبر ۱۹۷۰ (۳۱ سال)   | 6           | باشگاه فوتبال چارلتون اتلتیک  |
| 17    | مهاجم     | نیال کویین               | ۶ اکتبر ۱۹۶۶ (۳۵ سال)    | 88          | باشگاه فوتبال ساندرلند        |
| 18    | مدافع     | گری کلی                  | ۹ ژوئیه ۱۹۷۴ (۲۷ سال)    | 46          | باشگاه فوتبال لیدز یونایتد    |
| 19    | مهاجم     | کلینتون موریسن           | ۱۴ مه ۱۹۷۹ (۲۳ سال)      | 7           | باشگاه فوتبال کریستال پالاس   |
| 20    | مدافع     | اندی اوبرایان            | ۲۹ ژوئن ۱۹۷۹ (۲۲ سال)    | 5           | باشگاه فوتبال نیوکاسل یونایتد |
| 21    | هافبک     | ستیون رید                | ۱۰ مارس ۱۹۸۱ (۲۱ سال)    | 5           | باشگاه فوتبال میلوال          |
| 22    | هافبک     | لی کارسلی                | ۲۸ فوریه ۱۹۷۴ (۲۸ سال)   | 19          | باشگاه فوتبال اورتون          |
| 23    | دروازه‌بان | آلن کلی جونیور           | ۱۱ اوت ۱۹۶۸ (۳۳ سال)     | 34          | باشگاه فوتبال بلکبرن روورز    |

### عربستان سعودی
سرمربی: ناصر الجوهر
| شماره | جایگاه    | بازیکن                 | تاریخ تولد/سن            | بازی‌های ملی | باشگاه                             |
| ----- | --------- | ---------------------- | ------------------------ | ----------- | ---------------------------------- |
| 1     | دروازه‌بان | محمد الدعیع            | ۲ اوت ۱۹۷۲ (۲۹ سال)      | 168         | باشگاه فوتبال الهلال               |
| 2     | مدافع     | محمد الجهنی            | ۲۸ سپتامبر ۱۹۷۴ (۲۷ سال) | 73          | باشگاه فوتبال الاهلی عربستان سعودی |
| 3     | مدافع     | رضا حسن تکر            | ۲۹ نوامبر ۱۹۷۵ (۲۶ سال)  | 5           | باشگاه فوتبال الشباب عربستان سعودی |
| 4     | مدافع     | عبدالله زبرماوی        | ۱۵ نوامبر ۱۹۷۳ (۲۸ سال)  | 115         | باشگاه فوتبال الاهلی عربستان سعودی |
| 5     | مدافع     | محسن حارثی             | ۱۷ ژوئیه ۱۹۷۶ (۲۵ سال)   | 20          | باشگاه فوتبال النصر عربستان سعودی  |
| 6     | مدافع     | فوزی الشهری            | ۱۵ مه ۱۹۸۰ (۲۲ سال)      | 2           | باشگاه فوتبال الاهلی عربستان سعودی |
| 7     | هافبک     | ابراهیم الشهرانی       | ۲۱ ژوئیه ۱۹۷۴ (۲۷ سال)   | 59          | باشگاه فوتبال الاهلی عربستان سعودی |
| 8     | هافبک     | محمد نور               | ۲۶ فوریه ۱۹۷۸ (۲۴ سال)   | 29          | باشگاه فوتبال الاتحاد              |
| 9     | مهاجم     | سامی الجابر (کاپیتان)  | ۱۱ دسامبر ۱۹۷۲ (۲۹ سال)  | 148         | باشگاه فوتبال الهلال               |
| 10    | هافبک     | محمد الشلهوب           | ۸ دسامبر ۱۹۸۰ (۲۱ سال)   | 17          | باشگاه فوتبال الهلال               |
| 11    | مهاجم     | عبید الدوساری          | ۲ اکتبر ۱۹۷۵ (۲۶ سال)    | 97          | باشگاه فوتبال الاهلی عربستان سعودی |
| 12    | مدافع     | احمد الدوخی            | ۲۵ اکتبر ۱۹۷۶ (۲۵ سال)   | 47          | باشگاه فوتبال الهلال               |
| 13    | مدافع     | حسین عبدالغنی          | ۲۱ ژانویه ۱۹۷۷ (۲۵ سال)  | 80          | باشگاه فوتبال الاهلی عربستان سعودی |
| 14    | هافبک     | عبد العزیز خثران       | ۳۱ ژوئیه ۱۹۷۳ (۲۸ سال)   | 0           | باشگاه فوتبال الشباب عربستان سعودی |
| 15    | مهاجم     | عبدالله جمعان الدوساری | ۱۰ نوامبر ۱۹۷۷ (۲۴ سال)  | 20          | باشگاه فوتبال الهلال               |
| 16    | هافبک     | خمیس الدوساری          | ۸ سپتامبر ۱۹۷۳ (۲۸ سال)  | 76          | باشگاه فوتبال الاتحاد              |
| 17    | هافبک     | عبدالله الواکد         | ۲۹ سپتامبر ۱۹۷۵ (۲۶ سال) | 45          | باشگاه فوتبال الشباب عربستان سعودی |
| 18    | هافبک     | نواف التمیاط           | ۲۸ ژوئن ۱۹۷۶ (۲۵ سال)    | 48          | باشگاه فوتبال الهلال               |
| 19    | هافبک     | عمر الغامدی            | ۱۱ آوریل ۱۹۷۹ (۲۳ سال)   | 28          | باشگاه فوتبال الهلال               |
| 20    | مهاجم     | حسن الیامی             | ۲۱ اوت ۱۹۷۲ (۲۹ سال)     | 18          | باشگاه فوتبال الاتحاد              |
| 21    | دروازه‌بان | مبروک زاید             | ۱۱ فوریه ۱۹۷۹ (۲۳ سال)   | 1           | باشگاه فوتبال الاتحاد              |
| 22    | دروازه‌بان | محمد الخجالی           | ۱۵ ژانویه ۱۹۷۳ (۲۹ سال)  | 12          | باشگاه فوتبال النصر عربستان سعودی  |
| 23    | مدافع     | منصور الثقفی           | ۱۴ ژانویه ۱۹۷۹ (۲۳ سال)  | 0           | باشگاه فوتبال النصر عربستان سعودی  |

## گروه F

### آرژانتین
سرمربی: مارچلو بیلسا
| شماره | جایگاه    | بازیکن                     | تاریخ تولد/سن           | بازی‌های ملی | باشگاه                        |
| ----- | --------- | -------------------------- | ----------------------- | ----------- | ----------------------------- |
| 1     | دروازه‌بان | خرمان بورگوس               | ۱۶ آوریل ۱۹۶۹ (۳۳ سال)  | 35          | باشگاه فوتبال اتلتیکو مادرید  |
| 2     | مدافع     | روبرتو آیالا               | ۱۴ آوریل ۱۹۷۳ (۲۹ سال)  | 74          | باشگاه فوتبال والنسیا         |
| 3     | مدافع     | خوان پابلو سورین           | ۵ مه ۱۹۷۶ (۲۶ سال)      | 35          | باشگاه ورزشی کروزیرو          |
| 4     | مدافع     | مائوریسیو پوچتینو          | ۲ مارس ۱۹۷۲ (۳۰ سال)    | 16          | باشگاه فوتبال پاری سن ژرمن    |
| 5     | هافبک     | ماتیاس آلمیدا              | ۲۱ دسامبر ۱۹۷۳ (۲۸ سال) | 33          | باشگاه فوتبال پارما           |
| 6     | مدافع     | والتر ساموئل               | ۲۳ مارس ۱۹۷۸ (۲۴ سال)   | 30          | باشگاه فوتبال آ.اس. رم        |
| 7     | مهاجم     | کلودیو لوپز                | ۱۷ ژوئیه ۱۹۷۴ (۲۷ سال)  | 49          | باشگاه فوتبال لاتزیو          |
| 8     | مدافع     | خاویر زانتی                | ۱۰ اوت ۱۹۷۳ (۲۸ سال)    | 66          | باشگاه فوتبال اینتر میلان     |
| 9     | مهاجم     | گابریل باتیستوتا (کاپیتان) | ۱ فوریه ۱۹۶۹ (۳۳ سال)   | 75          | باشگاه فوتبال آ.اس. رم        |
| 10    | هافبک     | آریل ارتگا                 | ۴ مارس ۱۹۷۴ (۲۸ سال)    | 81          | باشگاه فوتبال ریور پلاته      |
| 11    | هافبک     | خوان سباستین ورون          | ۹ مارس ۱۹۷۵ (۲۷ سال)    | 47          | باشگاه فوتبال منچستر یونایتد  |
| 12    | دروازه‌بان | پابلو کاوایرو              | ۱۳ آوریل ۱۹۷۴ (۲۸ سال)  | 8           | باشگاه فوتبال سلتاویگو        |
| 13    | مدافع     | دیگو پلاسنته               | ۲۴ آوریل ۱۹۷۷ (۲۵ سال)  | 6           | باشگاه فوتبال بایر ۰۴ لورکوزن |
| 14    | هافبک     | دیه‌گو سیمئونه              | ۲۸ آوریل ۱۹۷۰ (۳۲ سال)  | 104         | باشگاه فوتبال لاتزیو          |
| 15    | هافبک     | کلدیو هیوسایین             | ۲۰ نوامبر ۱۹۷۴ (۲۷ سال) | 14          | باشگاه فوتبال ریور پلاته      |
| 16    | هافبک     | پابلو آیمار                | ۳ نوامبر ۱۹۷۹ (۲۲ سال)  | 18          | باشگاه فوتبال والنسیا         |
| 17    | هافبک     | گوستاوو آدریان لوپز        | ۱۳ آوریل ۱۹۷۳ (۲۹ سال)  | 31          | باشگاه فوتبال سلتاویگو        |
| 18    | هافبک     | کیلی گونزالز               | ۴ اوت ۱۹۷۴ (۲۷ سال)     | 30          | باشگاه فوتبال والنسیا         |
| 19    | مهاجم     | ارنان کرسپو                | ۵ ژوئیه ۱۹۷۵ (۲۶ سال)   | 33          | باشگاه فوتبال لاتزیو          |
| 20    | هافبک     | مارچلو گالاردو             | ۱۸ ژانویه ۱۹۷۶ (۲۶ سال) | 42          | باشگاه فوتبال موناکو          |
| 21    | مهاجم     | کلودیو کانیگیا             | ۹ ژانویه ۱۹۶۷ (۳۵ سال)  | 50          | باشگاه فوتبال رنجرز           |
| 22    | مدافع     | خوزه چاموت                 | ۱۷ مه ۱۹۶۹ (۳۳ سال)     | 42          | باشگاه فوتبال آ.ث. میلان      |
| 23    | دروازه‌بان | رابرتو بونانو              | ۲۴ ژانویه ۱۹۷۰ (۳۲ سال) | 13          | باشگاه فوتبال بارسلونا        |

### انگلیس
سرمربی:  سون یوران اریکسون
| شماره | جایگاه    | بازیکن               | تاریخ تولد/سن            | بازی‌های ملی | باشگاه                        |
| ----- | --------- | -------------------- | ------------------------ | ----------- | ----------------------------- |
| 1     | دروازه‌بان | دیوید سیمن           | ۱۹ سپتامبر ۱۹۶۳ (۳۸ سال) | 68          | باشگاه فوتبال آرسنال          |
| 2     | مدافع     | دنی میلز             | ۱۸ مه ۱۹۷۷ (۲۵ سال)      | 7           | باشگاه فوتبال لیدز یونایتد    |
| 3     | مدافع     | اشلی کول             | ۲۰ دسامبر ۱۹۸۰ (۲۱ سال)  | 8           | باشگاه فوتبال آرسنال          |
| 4     | هافبک     | تروور سینکلر         | ۲ مارس ۱۹۷۳ (۲۹ سال)     | 5           | باشگاه فوتبال وستهام یونایتد  |
| 5     | مدافع     | ریو فردیناند         | ۷ نوامبر ۱۹۷۸ (۲۳ سال)   | 21          | باشگاه فوتبال لیدز یونایتد    |
| 6     | مدافع     | سول کمپل             | ۱۸ سپتامبر ۱۹۷۴ (۲۷ سال) | 45          | باشگاه فوتبال آرسنال          |
| 7     | هافبک     | دیوید بکام (کاپیتان) | ۲ مه ۱۹۷۵ (۲۷ سال)       | 49          | باشگاه فوتبال منچستر یونایتد  |
| 8     | هافبک     | پل اسکولز            | ۱۶ نوامبر ۱۹۷۴ (۲۷ سال)  | 43          | باشگاه فوتبال منچستر یونایتد  |
| 9     | مهاجم     | رابی فاولر           | ۹ آوریل ۱۹۷۵ (۲۷ سال)    | 24          | باشگاه فوتبال لیدز یونایتد    |
| 10    | مهاجم     | مایکل اوون           | ۱۴ دسامبر ۱۹۷۹ (۲۲ سال)  | 35          | باشگاه فوتبال لیورپول         |
| 11    | مهاجم     | امیل هسکی            | ۱۱ ژانویه ۱۹۷۸ (۲۴ سال)  | 23          | باشگاه فوتبال لیورپول         |
| 12    | مدافع     | وس براون             | ۱۳ اکتبر ۱۹۷۹ (۲۲ سال)   | 6           | باشگاه فوتبال منچستر یونایتد  |
| 13    | دروازه‌بان | نایجل مارتین         | ۱۱ اوت ۱۹۶۶ (۳۵ سال)     | 22          | باشگاه فوتبال لیدز یونایتد    |
| 14    | مدافع     | وین بریج             | ۵ اوت ۱۹۸۰ (۲۱ سال)      | 5           | باشگاه فوتبال ساوت‌همپتون      |
| 15    | مدافع     | مارتین کوون          | ۲۴ ژوئیه ۱۹۶۶ (۳۵ سال)   | 42          | باشگاه فوتبال آرسنال          |
| 16    | مدافع     | گرت ساوتگیت          | ۳ سپتامبر ۱۹۷۰ (۳۱ سال)  | 48          | باشگاه فوتبال میدلزبرو        |
| 17    | مهاجم     | تدی شرینگهام         | ۲ آوریل ۱۹۶۶ (۳۶ سال)    | 46          | باشگاه فوتبال تاتنهام هاتسپر  |
| 18    | هافبک     | اوون هارگریوز        | ۲۰ ژانویه ۱۹۸۱ (۲۱ سال)  | 6           | باشگاه فوتبال بایرن مونیخ     |
| 19    | هافبک     | جو کول               | ۸ نوامبر ۱۹۸۱ (۲۰ سال)   | 6           | باشگاه فوتبال وستهام یونایتد  |
| 20    | مهاجم     | داریوس واسل          | ۱۳ ژوئن ۱۹۸۰ (۲۱ سال)    | 5           | باشگاه فوتبال استون ویلا      |
| 21    | هافبک     | نیکی بات             | ۲۱ ژانویه ۱۹۷۵ (۲۷ سال)  | 18          | باشگاه فوتبال منچستر یونایتد  |
| 22    | دروازه‌بان | دیوید جیمز           | ۱ اوت ۱۹۷۰ (۳۱ سال)      | 9           | باشگاه فوتبال وستهام یونایتد  |
| 23    | هافبک     | کیرون دایر           | ۲۹ دسامبر ۱۹۷۸ (۲۳ سال)  | 9           | باشگاه فوتبال نیوکاسل یونایتد |

### نیجریه
سرمربی: فستوس انیگبنده
| شماره | جایگاه    | بازیکن                 | تاریخ تولد/سن           | بازی‌های ملی | باشگاه                             |
| ----- | --------- | ---------------------- | ----------------------- | ----------- | ---------------------------------- |
| 1     | دروازه‌بان | ایکه شورونمو           | ۱۶ اکتبر ۱۹۶۷ (۳۴ سال)  | 34          | باشگاه فوتبال لوتسرن               |
| 2     | مدافع     | جوزف یوبو              | ۶ سپتامبر ۱۹۸۰ (۲۱ سال) | 14          | باشگاه فوتبال المپیک مارسی         |
| 3     | مدافع     | کلستین بابایارو        | ۲۹ اوت ۱۹۷۸ (۲۳ سال)    | 24          | باشگاه فوتبال چلسی                 |
| 4     | مهاجم     | نوانکو کانو            | ۱ اوت ۱۹۷۶ (۲۵ سال)     | 33          | باشگاه فوتبال آرسنال               |
| 5     | مدافع     | آیزاک اوکرونکو         | ۱ مه ۱۹۷۸ (۲۴ سال)      | 12          | باشگاه فوتبال شاختار دونتسک        |
| 6     | مدافع     | تاریبو وست             | ۲۶ مارس ۱۹۷۴ (۲۸ سال)   | 38          | باشگاه فوتبال کایزرسلاوترن         |
| 7     | هافبک     | پایس ایکدیا            | ۱۱ ژوئیه ۱۹۸۰ (۲۱ سال)  | 9           | باشگاه فوتبال آژاکس آمستردام       |
| 8     | هافبک     | موتیو آدیپوجو          | ۲۲ دسامبر ۱۹۷۰ (۳۱ سال) | 49          | باشگاه ورزشی سالامانکا             |
| 9     | مهاجم     | بارتالامیو آگبچ        | ۱ اکتبر ۱۹۸۴ (۱۷ سال)   | 4           | باشگاه فوتبال پاری سن ژرمن         |
| 10    | هافبک     | جی-جی اوکوچا (کاپیتان) | ۱۴ اوت ۱۹۷۳ (۲۸ سال)    | 56          | باشگاه فوتبال پاری سن ژرمن         |
| 11    | هافبک     | گاربا لاوال            | ۲۲ مه ۱۹۷۴ (۲۸ سال)     | 34          | باشگاه فوتبال رودا جی‌سی کرکراد     |
| 12    | دروازه‌بان | آستین اجیده            | ۸ آوریل ۱۹۸۴ (۱۸ سال)   | 3           | Gabros International               |
| 13    | مدافع     | رابیو آفولوبی          | ۱۸ آوریل ۱۹۸۰ (۲۲ سال)  | 5           | باشگاه فوتبال استاندارد لیژ        |
| 14    | مدافع     | ایفنی اودیز            | ۲۱ ژوئیه ۱۹۸۰ (۲۱ سال)  | 15          | باشگاه فوتبال پائوک                |
| 15    | هافبک     | جاستیس کریستوفر        | ۲۴ دسامبر ۱۹۸۱ (۲۰ سال) | 7           | باشگاه فوتبال رویال آنتورپ         |
| 16    | مدافع     | افتوبور ساجه           | ۵ اکتبر ۱۹۷۲ (۲۹ سال)   | 7           | باشگاه فوتبال کرو آلکساندرا        |
| 17    | مهاجم     | جولیوس آگاهووا         | ۱۲ فوریه ۱۹۸۲ (۲۰ سال)  | 17          | باشگاه فوتبال شاختار دونتسک        |
| 18    | مهاجم     | بندیکت آکویگبو         | ۳ نوامبر ۱۹۷۴ (۲۷ سال)  | 16          | باشگاه فوتبال گوانگ‌ژو آر و اف      |
| 19    | مدافع     | اریک اجیوفر            | ۲۱ ژوئیه ۱۹۷۹ (۲۲ سال)  | 12          | باشگاه فوتبال مکابی حیفا           |
| 20    | هافبک     | جیمز اوبیورا           | ۲۴ اوت ۱۹۷۸ (۲۳ سال)    | 2           | باشگاه فوتبال لوکوموتیو مسکو       |
| 21    | هافبک     | جان اوتاکا             | ۸ ژانویه ۱۹۸۲ (۲۰ سال)  | 4           | باشگاه ورزشی السد                  |
| 22    | دروازه‌بان | وینسنت انیما           | ۲۹ اوت ۱۹۸۲ (۱۹ سال)    | 2           | باشگاه فوتبال انیمبا اینترناسیونال |
| 23    | هافبک     | فمی اوپابونمی          | ۳ مارس ۱۹۸۵ (۱۷ سال)    | 2           | Ibadan                             |

### سوئد
سرمربیان: لارس لاگربک و تامی سادربرگ
| شماره | جایگاه    | بازیکن                 | تاریخ تولد/سن            | بازی‌های ملی | باشگاه                       |
| ----- | --------- | ---------------------- | ------------------------ | ----------- | ---------------------------- |
| 1     | دروازه‌بان | ماگنوس هدمان           | ۱۹ مارس ۱۹۷۳ (۲۹ سال)    | 44          | باشگاه فوتبال کاونتری سیتی   |
| 2     | مدافع     | اولاف ملبرگ            | ۳ سپتامبر ۱۹۷۷ (۲۴ سال)  | 21          | باشگاه فوتبال استون ویلا     |
| 3     | مدافع     | پاتریک آندرشون         | ۱۸ اوت ۱۹۷۱ (۳۰ سال)     | 95          | باشگاه فوتبال بارسلونا       |
| 4     | مدافع     | یوهان مجالبی (کاپیتان) | ۹ فوریه ۱۹۷۱ (۳۱ سال)    | 35          | باشگاه فوتبال سلتیک          |
| 5     | مدافع     | مایکل سونسون           | ۲۵ نوامبر ۱۹۷۵ (۲۶ سال)  | 11          | باشگاه فوتبال تروا           |
| 6     | هافبک     | توبایاس لیندراث        | ۲۱ آوریل ۱۹۷۹ (۲۳ سال)   | 19          | باشگاه فوتبال اورتون         |
| 7     | هافبک     | نیکلاس آلکساندرشون     | ۲۹ دسامبر ۱۹۷۱ (۳۰ سال)  | 58          | باشگاه فوتبال اورتون         |
| 8     | هافبک     | آندرش سونسون           | ۱۷ ژوئیه ۱۹۷۶ (۲۵ سال)   | 24          | باشگاه فوتبال ساوت‌همپتون     |
| 9     | هافبک     | فردریک لیونبرگ         | ۱۶ آوریل ۱۹۷۷ (۲۵ سال)   | 31          | باشگاه فوتبال آرسنال         |
| 10    | مهاجم     | مارکس آلباک            | ۵ ژوئیه ۱۹۷۳ (۲۸ سال)    | 18          | باشگاه فوتبال هیرنفین        |
| 11    | مهاجم     | هنریک لارشون           | ۲۰ سپتامبر ۱۹۷۱ (۳۰ سال) | 67          | باشگاه فوتبال سلتیک          |
| 12    | دروازه‌بان | ماگنوس کیلستت          | ۲۹ فوریه ۱۹۷۲ (۳۰ سال)   | 12          | باشگاه فوتبال کپنهاگن        |
| 13    | مدافع     | توماس آنتونلیوس        | ۷ مه ۱۹۷۳ (۲۹ سال)       | 6           | باشگاه فوتبال کپنهاگن        |
| 14    | مدافع     | اریک ادمان             | ۱۱ نوامبر ۱۹۷۸ (۲۳ سال)  | 5           | باشگاه فوتبال هیرنفین        |
| 15    | مدافع     | آندریاس یاکوبسون       | ۶ اکتبر ۱۹۷۲ (۲۹ سال)    | 12          | باشگاه فوتبال هانزا روستوک   |
| 16    | مدافع     | تدی لوچیچ              | ۱۵ آوریل ۱۹۷۳ (۲۹ سال)   | 41          | باشگاه فوتبال آی‌ای‌کی         |
| 17    | هافبک     | ماگنوس سونسن           | ۱۰ مارس ۱۹۶۹ (۳۳ سال)    | 24          | باشگاه فوتبال بروندبی        |
| 18    | هافبک     | ماتیاس یونسون          | ۱۶ ژانویه ۱۹۷۴ (۲۸ سال)  | 23          | باشگاه فوتبال بروندبی        |
| 19    | هافبک     | پانتوس فارنرود         | ۴ ژوئن ۱۹۸۰ (۲۱ سال)     | 2           | باشگاه فوتبال موناکو         |
| 20    | هافبک     | دانیل آندرشون          | ۲۸ اوت ۱۹۷۷ (۲۴ سال)     | 38          | باشگاه فوتبال ونتزیا         |
| 21    | مهاجم     | زلاتان ابراهیموویچ     | ۳ اکتبر ۱۹۸۱ (۲۰ سال)    | 9           | باشگاه فوتبال آژاکس آمستردام |
| 22    | مهاجم     | آندریاس آندرشون        | ۱۰ آوریل ۱۹۷۴ (۲۸ سال)   | 32          | باشگاه فوتبال آی‌ای‌کی         |
| 23    | دروازه‌بان | آندریاس ایساکسون       | ۳ اکتبر ۱۹۸۱ (۲۰ سال)    | 1           | باشگاه فوتبال دیورگاردن      |

## گروه G

### کرواسی
سرمربی: میرکو یوزیچ
| شماره | جایگاه    | بازیکن              | تاریخ تولد/سن            | بازی‌های ملی | باشگاه                        |
| ----- | --------- | ------------------- | ------------------------ | ----------- | ----------------------------- |
| 1     | دروازه‌بان | استیپه پلتیکوسا     | ۸ ژانویه ۱۹۷۹ (۲۳ سال)   | 17          | باشگاه فوتبال هایدوک اسپلیت   |
| 2     | مدافع     | آنتونی شریچ         | ۱۵ ژانویه ۱۹۷۹ (۲۳ سال)  | 8           | باشگاه فوتبال هلاس ورونا      |
| 3     | مدافع     | یوسیپ شیمونیچ       | ۱۸ فوریه ۱۹۷۸ (۲۴ سال)   | 6           | باشگاه فوتبال هرتابرلین       |
| 4     | مدافع     | استیه‌پان توماس      | ۶ مارس ۱۹۷۶ (۲۶ سال)     | 17          | باشگاه فوتبال ویچنزا ویرتوس   |
| 5     | هافبک     | میلان راپاییچ       | ۱۶ اوت ۱۹۷۳ (۲۸ سال)     | 23          | باشگاه فوتبال فنرباغچه        |
| 6     | مدافع     | بوریس ژیوکوویچ      | ۱۵ نوامبر ۱۹۷۵ (۲۶ سال)  | 15          | باشگاه فوتبال بایر ۰۴ لورکوزن |
| 7     | مهاجم     | داور ووگرینتس       | ۲۴ مارس ۱۹۷۵ (۲۷ سال)    | 21          | باشگاه فوتبال لچه             |
| 8     | هافبک     | روبرت پروسینچکی     | ۱۲ ژانویه ۱۹۶۹ (۳۳ سال)  | 48          | باشگاه فوتبال پورتسموث        |
| 9     | مهاجم     | داور شوکر (کاپیتان) | ۱ ژانویه ۱۹۶۸ (۳۴ سال)   | 68          | باشگاه فوتبال مونیخ ۱۸۶۰      |
| 10    | هافبک     | نیکو کواچ           | ۱۵ اکتبر ۱۹۷۱ (۳۰ سال)   | 20          | باشگاه فوتبال بایرن مونیخ     |
| 11    | مهاجم     | آلن بوکشیچ          | ۲۱ ژانویه ۱۹۷۰ (۳۲ سال)  | 36          | باشگاه فوتبال میدلزبرو        |
| 12    | دروازه‌بان | تامیسلاو بیتینا     | ۳۰ مارس ۱۹۷۴ (۲۸ سال)    | 7           | باشگاه فوتبال دینامو زاگرب    |
| 13    | هافبک     | ماریو استانیچ       | ۱۰ آوریل ۱۹۷۲ (۳۰ سال)   | 43          | باشگاه فوتبال چلسی            |
| 14    | هافبک     | زوونیمیر سولدو      | ۲ نوامبر ۱۹۶۷ (۳۴ سال)   | 59          | باشگاه فوتبال اشتوتگارت       |
| 15    | مدافع     | دانیل شاریچ         | ۴ اوت ۱۹۷۲ (۲۹ سال)      | 25          | باشگاه فوتبال پاناتینایکوس    |
| 16    | هافبک     | یوریتسا ورانیش      | ۳۱ ژانویه ۱۹۸۰ (۲۲ سال)  | 7           | باشگاه فوتبال بایر ۰۴ لورکوزن |
| 17    | مدافع     | روبرت یارنی         | ۲۶ اکتبر ۱۹۶۸ (۳۳ سال)   | 78          | باشگاه فوتبال پاناتینایکوس    |
| 18    | مهاجم     | ایویکا اولیچ        | ۱۴ سپتامبر ۱۹۷۹ (۲۲ سال) | 4           | باشگاه فوتبال زاگرب           |
| 19    | مهاجم     | گوران ولائوویچ      | ۷ اوت ۱۹۷۲ (۲۹ سال)      | 50          | باشگاه فوتبال پاناتینایکوس    |
| 20    | مدافع     | داریو شیمیچ         | ۱۲ نوامبر ۱۹۷۵ (۲۶ سال)  | 48          | باشگاه فوتبال اینتر میلان     |
| 21    | مدافع     | رابرت کواچ          | ۶ آوریل ۱۹۷۴ (۲۸ سال)    | 19          | باشگاه فوتبال بایرن مونیخ     |
| 22    | مهاجم     | بوشکو بالابن        | ۱۵ اکتبر ۱۹۷۸ (۲۳ سال)   | 13          | باشگاه فوتبال استون ویلا      |
| 23    | دروازه‌بان | ولادیمیر واسیلی     | ۶ ژوئیه ۱۹۷۵ (۲۶ سال)    | 2           | باشگاه فوتبال زاگرب           |

Note: caps for Yugoslavia are not counted.

### اکوادور
سرمربی:  ارنان داریو گومز
| شماره | جایگاه    | بازیکن                 | تاریخ تولد/سن            | بازی‌های ملی | باشگاه                    |
| ----- | --------- | ---------------------- | ------------------------ | ----------- | ------------------------- |
| 1     | دروازه‌بان | خوزه فرانسیسکو سوالوس  | ۱۷ آوریل ۱۹۷۱ (۳۱ سال)   | 62          | باشگاه ورزشی بارسلونا     |
| 2     | مدافع     | آگوستو پوروزو          | ۱۳ آوریل ۱۹۷۴ (۲۸ سال)   | 26          | Emelec                    |
| 3     | مدافع     | ایوان هورتادو          | ۱۶ اوت ۱۹۷۴ (۲۷ سال)     | 90          | باشگاه ورزشی بارسلونا     |
| 4     | مدافع     | اولیسز دا لا کروز      | ۸ فوریه ۱۹۷۴ (۲۸ سال)    | 52          | باشگاه فوتبال هیبرنین     |
| 5     | هافبک     | آلفونسو اوبرگون        | ۱۲ مه ۱۹۷۲ (۳۰ سال)      | 40          | باشگاه فوتبال ال‌دی‌یو کیتو |
| 6     | مدافع     | رائول گوئرون           | ۱۲ اکتبر ۱۹۷۶ (۲۵ سال)   | 23          | Deportivo Quito           |
| 7     | مهاجم     | نیکولاس اسنسیو         | ۲۶ آوریل ۱۹۷۵ (۲۷ سال)   | 4           | باشگاه ورزشی بارسلونا     |
| 8     | هافبک     | لویس گومز              | ۲۰ آوریل ۱۹۷۲ (۳۰ سال)   | 8           | باشگاه ورزشی بارسلونا     |
| 9     | مهاجم     | ایوان کیویدز           | ۲۴ اکتبر ۱۹۷۷ (۲۴ سال)   | 26          | باشگاه ورزشی بارسلونا     |
| 10    | هافبک     | الکس آگیناگا (کاپیتان) | ۹ ژوئیه ۱۹۶۸ (۳۳ سال)    | 92          | Necaxa                    |
| 11    | مهاجم     | آگوستین دلگادو         | ۲۳ دسامبر ۱۹۷۴ (۲۷ سال)  | 46          | باشگاه فوتبال ساوت‌همپتون  |
| 12    | دروازه‌بان | اوسوالدو ایبارا        | ۸ سپتامبر ۱۹۶۹ (۳۲ سال)  | 21          | El Nacional               |
| 13    | مهاجم     | آنخل فرناندز           | ۲ اوت ۱۹۷۱ (۳۰ سال)      | 68          | El Nacional               |
| 14    | هافبک     | جان کارلوس بوربانو     | ۱۵ فوریه ۱۹۶۹ (۳۳ سال)   | 18          | El Nacional               |
| 15    | مدافع     | مارلون آیووی           | ۲۷ سپتامبر ۱۹۷۱ (۳۰ سال) | 26          | Deportivo Quito           |
| 16    | هافبک     | کلبر چالا              | ۲۹ ژوئن ۱۹۷۱ (۳۰ سال)    | 64          | El Nacional               |
| 17    | مدافع     | جووانی اسپینوزا        | ۱۲ آوریل ۱۹۷۷ (۲۵ سال)   | 19          | Aucas                     |
| 18    | مهاجم     | کارلوس تنوریو          | ۱۴ مه ۱۹۷۹ (۲۳ سال)      | 9           | باشگاه فوتبال ال‌دی‌یو کیتو |
| 19    | مهاجم     | ادیسون مندز            | ۱۶ مارس ۱۹۷۹ (۲۳ سال)    | 24          | Deportivo Quito           |
| 20    | هافبک     | ادوین تنوریو           | ۱۶ ژوئن ۱۹۷۶ (۲۵ سال)    | 33          | باشگاه ورزشی بارسلونا     |
| 21    | هافبک     | ولینگتون سانچز         | ۱۹ ژوئن ۱۹۷۴ (۲۷ سال)    | 35          | Emelec                    |
| 22    | دروازه‌بان | دنیل ویتری             | ۱۲ دسامبر ۱۹۸۱ (۲۰ سال)  | 0           | Emelec                    |
| 23    | مدافع     | والتر آیووی            | ۱۱ اوت ۱۹۷۹ (۲۲ سال)     | 2           | Emelec                    |

### ایتالیا
سرمربی: جووانی تراپاتونی
| شماره | جایگاه    | بازیکن                   | تاریخ تولد/سن            | بازی‌های ملی | باشگاه                    |
| ----- | --------- | ------------------------ | ------------------------ | ----------- | ------------------------- |
| 1     | دروازه‌بان | جانلوئیجی بوفون          | ۲۸ ژانویه ۱۹۷۸ (۲۴ سال)  | 26          | باشگاه فوتبال یوونتوس     |
| 2     | مدافع     | کریستین پانوچی           | ۱۲ آوریل ۱۹۷۳ (۲۹ سال)   | 24          | باشگاه فوتبال آ.اس. رم    |
| 3     | مدافع     | پائولو مالدینی (کاپیتان) | ۲۶ ژوئن ۱۹۶۸ (۳۳ سال)    | 122         | باشگاه فوتبال آ.ث. میلان  |
| 4     | مدافع     | فرانچسکو کوکو            | ۸ ژانویه ۱۹۷۷ (۲۵ سال)   | 13          | باشگاه فوتبال بارسلونا    |
| 5     | مدافع     | فابیو کاناوارو           | ۱۳ سپتامبر ۱۹۷۳ (۲۸ سال) | 58          | باشگاه فوتبال پارما       |
| 6     | هافبک     | کریستیانو زانتی          | ۱۴ آوریل ۱۹۷۷ (۲۵ سال)   | 4           | باشگاه فوتبال اینتر میلان |
| 7     | مهاجم     | آلساندرو دل‌پیرو          | ۹ نوامبر ۱۹۷۴ (۲۷ سال)   | 49          | باشگاه فوتبال یوونتوس     |
| 8     | هافبک     | جنارو گتوزو              | ۹ ژانویه ۱۹۷۸ (۲۴ سال)   | 13          | باشگاه فوتبال آ.ث. میلان  |
| 9     | مهاجم     | فیلیپو اینزاگی           | ۹ اوت ۱۹۷۳ (۲۸ سال)      | 38          | باشگاه فوتبال آ.ث. میلان  |
| 10    | مهاجم     | فرانچسکو توتی            | ۲۷ سپتامبر ۱۹۷۶ (۲۵ سال) | 29          | باشگاه فوتبال آ.اس. رم    |
| 11    | هافبک     | کریستیانو دونی           | ۱ آوریل ۱۹۷۳ (۲۹ سال)    | 3           | باشگاه فوتبال آتالانتا    |
| 12    | دروازه‌بان | کریستین آبیاتی           | ۸ ژوئیه ۱۹۷۷ (۲۴ سال)    | 0           | باشگاه فوتبال آ.ث. میلان  |
| 13    | مدافع     | الساندرو نستا            | ۱۹ مارس ۱۹۷۶ (۲۶ سال)    | 43          | باشگاه فوتبال لاتزیو      |
| 14    | هافبک     | لوئیجی دی بیاجو          | ۳ ژوئن ۱۹۷۱ (۳۰ سال)     | 28          | باشگاه فوتبال اینتر میلان |
| 15    | مدافع     | مارک ایولیانو            | ۱۲ اوت ۱۹۷۳ (۲۸ سال)     | 16          | باشگاه فوتبال یوونتوس     |
| 16    | هافبک     | آنجلو دی لیویو           | ۲۶ ژوئیه ۱۹۶۶ (۳۵ سال)   | 38          | باشگاه فوتبال فیورنتینا   |
| 17    | هافبک     | دامیانو توماسی           | ۱۷ مه ۱۹۷۴ (۲۸ سال)      | 14          | باشگاه فوتبال آ.اس. رم    |
| 18    | مهاجم     | مارکو دلوکیو             | ۷ آوریل ۱۹۷۳ (۲۹ سال)    | 16          | باشگاه فوتبال آ.اس. رم    |
| 19    | مدافع     | جانلوکا زامبروتا         | ۱۹ فوریه ۱۹۷۷ (۲۵ سال)   | 23          | باشگاه فوتبال یوونتوس     |
| 20    | مهاجم     | وینچنزو مونتلا           | ۱۸ ژوئن ۱۹۷۴ (۲۷ سال)    | 14          | باشگاه فوتبال آ.اس. رم    |
| 21    | مهاجم     | کریستین ویری             | ۱۲ ژوئیه ۱۹۷۳ (۲۸ سال)   | 24          | باشگاه فوتبال اینتر میلان |
| 22    | دروازه‌بان | فرانچسکو تولدو           | ۲ دسامبر ۱۹۷۱ (۳۰ سال)   | 22          | باشگاه فوتبال اینتر میلان |
| 23    | مدافع     | مارکو ماتراتسی           | ۱۹ اوت ۱۹۷۳ (۲۸ سال)     | 7           | باشگاه فوتبال اینتر میلان |

### مکزیک
سرمربی: خاویر آگیره
| شماره | جایگاه    | بازیکن                  | تاریخ تولد/سن            | بازی‌های ملی | باشگاه                             |
| ----- | --------- | ----------------------- | ------------------------ | ----------- | ---------------------------------- |
| 1     | دروازه‌بان | اسکار پرز رویاس         | ۱ فوریه ۱۹۷۳ (۲۹ سال)    | 37          | باشگاه فوتبال کروز آزول            |
| 2     | مدافع     | فرانسیسکو گابریل دی‌آندا | ۵ ژوئن ۱۹۷۱ (۳۰ سال)     | 15          | باشگاه فوتبال پاچوکا               |
| 3     | هافبک     | رافائل گارسیا تورس      | ۱۴ اوت ۱۹۷۴ (۲۷ سال)     | 21          | Toluca                             |
| 4     | هافبک     | رافائل مارکز (کاپیتان)  | ۱۳ فوریه ۱۹۷۹ (۲۳ سال)   | 36          | باشگاه فوتبال موناکو               |
| 5     | مدافع     | مانوئل ویدریو           | ۲۳ اوت ۱۹۷۲ (۲۹ سال)     | 27          | باشگاه فوتبال پاچوکا               |
| 6     | هافبک     | خراردو تورادو           | ۳۰ آوریل ۱۹۷۹ (۲۳ سال)   | 28          | باشگاه فوتبال سویا                 |
| 7     | هافبک     | رومن مورالز             | ۱۰ اکتبر ۱۹۷۵ (۲۶ سال)   | 17          | باشگاه فوتبال گوادالاخارا          |
| 8     | هافبک     | آلبرتو گارسیا آسپه      | ۱۱ مه ۱۹۶۷ (۳۵ سال)      | 108         | Puebla                             |
| 9     | مهاجم     | خارد بورگتی             | ۱۴ اوت ۱۹۷۳ (۲۸ سال)     | 29          | Santos                             |
| 10    | مهاجم     | کواوتموک بلانکو         | ۱۷ ژانویه ۱۹۷۳ (۲۹ سال)  | 75          | باشگاه فوتبال رئال وایادولید       |
| 11    | هافبک     | برائولیو لونا           | ۸ سپتامبر ۱۹۷۴ (۲۷ سال)  | 15          | Necaxa                             |
| 12    | دروازه‌بان | اوسوالدو سانچز          | ۲۱ سپتامبر ۱۹۷۳ (۲۸ سال) | 22          | باشگاه فوتبال گوادالاخارا          |
| 13    | هافبک     | سیجیفردو مرکادو         | ۲۱ دسامبر ۱۹۶۸ (۳۳ سال)  | 18          | باشگاه فوتبال اطلس                 |
| 14    | هافبک     | گرمان ویا               | ۲ آوریل ۱۹۷۳ (۲۹ سال)    | 46          | باشگاه فوتبال آمریکا               |
| 15    | مهاجم     | لوئیس هرناندز           | ۲۲ دسامبر ۱۹۶۸ (۳۳ سال)  | 85          | باشگاه فوتبال آمریکا               |
| 16    | مدافع     | سالوادور کارمونا        | ۲۲ اوت ۱۹۷۵ (۲۶ سال)     | 56          | Toluca                             |
| 17    | مهاجم     | فرانسیسکو پالنسیا       | ۲۸ آوریل ۱۹۷۳ (۲۹ سال)   | 67          | باشگاه فوتبال اسپانیول             |
| 18    | هافبک     | یوهان رودریگز           | ۱۵ اوت ۱۹۷۵ (۲۶ سال)     | 14          | Santos                             |
| 19    | هافبک     | گابریل کابایرو          | ۵ فوریه ۱۹۷۱ (۳۱ سال)    | 5           | باشگاه فوتبال پاچوکا               |
| 20    | مدافع     | ملوین براون             | ۲۸ ژانویه ۱۹۷۹ (۲۳ سال)  | 8           | باشگاه فوتبال کروز آزول            |
| 21    | مهاجم     | خسوس آریانو             | ۸ مه ۱۹۷۳ (۲۹ سال)       | 49          | باشگاه فوتبال مونتری               |
| 22    | مدافع     | آلبرتو رودریگز          | ۱ آوریل ۱۹۷۴ (۲۸ سال)    | 13          | باشگاه فوتبال پاچوکا               |
| 23    | دروازه‌بان | خورخه کامپوس            | ۱۵ اکتبر ۱۹۶۶ (۳۵ سال)   | 123         | باشگاه فوتبال اونیورسیداد ناسیونال |

## گروه H

### بلژیک
سرمربی: روبر واسیژ
| شماره | جایگاه    | بازیکن                 | تاریخ تولد/سن            | بازی‌های ملی | باشگاه                      |
| ----- | --------- | ---------------------- | ------------------------ | ----------- | --------------------------- |
| 1     | دروازه‌بان | گرت د فلیگر            | ۱۶ اکتبر ۱۹۷۱ (۳۰ سال)   | 25          | باشگاه فوتبال ویلم دوم      |
| 2     | مدافع     | اریک دفلاندر           | ۲ اوت ۱۹۷۳ (۲۸ سال)      | 41          | باشگاه فوتبال المپیک لیون   |
| 3     | مدافع     | گلن د بوئک             | ۲۲ اوت ۱۹۷۱ (۳۰ سال)     | 33          | باشگاه فوتبال اندرلشت       |
| 4     | مدافع     | اریک فان میر           | ۲۸ فوریه ۱۹۶۸ (۳۴ سال)   | 32          | باشگاه فوتبال استاندارد لیژ |
| 5     | مدافع     | نیکو فان کرکهوفن       | ۱۴ دسامبر ۱۹۷۰ (۳۱ سال)  | 40          | باشگاه فوتبال شالکه ۰۴      |
| 6     | هافبک     | تیمی سیمونس            | ۱۱ دسامبر ۱۹۷۶ (۲۵ سال)  | 12          | باشگاه فوتبال کلوب بروخه    |
| 7     | مهاجم     | مارک ویلموتس (کاپیتان) | ۲۲ فوریه ۱۹۶۹ (۳۳ سال)   | 66          | باشگاه فوتبال شالکه ۰۴      |
| 8     | هافبک     | بارت گور               | ۹ آوریل ۱۹۷۳ (۲۹ سال)    | 38          | باشگاه فوتبال هرتابرلین     |
| 9     | مهاجم     | وسلی سونک              | ۹ اوت ۱۹۷۸ (۲۳ سال)      | 12          | باشگاه فوتبال خنک           |
| 10    | هافبک     | یوهان والم             | ۱ فوریه ۱۹۷۲ (۳۰ سال)    | 33          | باشگاه فوتبال استاندارد لیژ |
| 11    | هافبک     | گرت فرهین              | ۲۰ سپتامبر ۱۹۷۰ (۳۱ سال) | 46          | باشگاه فوتبال کلوب بروخه    |
| 12    | مدافع     | پیتر ون در هیدن        | ۱۶ ژوئیه ۱۹۷۶ (۲۵ سال)   | 4           | باشگاه فوتبال کلوب بروخه    |
| 13    | دروازه‌بان | فرانک واندندریسه       | ۷ آوریل ۱۹۷۱ (۳۱ سال)    | 0           | Mouscron                    |
| 14    | هافبک     | سون ورمانت             | ۴ آوریل ۱۹۷۳ (۲۹ سال)    | 12          | باشگاه فوتبال شالکه ۰۴      |
| 15    | مدافع     | جکی پیترس              | ۱۳ دسامبر ۱۹۶۹ (۳۲ سال)  | 13          | باشگاه فوتبال خنت           |
| 16    | مدافع     | دنیل فن بویتن          | ۷ فوریه ۱۹۷۸ (۲۴ سال)    | 7           | باشگاه فوتبال المپیک مارسی  |
| 17    | هافبک     | گائتان انگلبرت         | ۱۱ ژوئن ۱۹۷۶ (۲۵ سال)    | 4           | باشگاه فوتبال کلوب بروخه    |
| 18    | هافبک     | ایو فاندرهایگه         | ۳۰ ژانویه ۱۹۷۰ (۳۲ سال)  | 30          | باشگاه فوتبال اندرلشت       |
| 19    | هافبک     | برند تیس               | ۲۸ ژوئن ۱۹۷۸ (۲۳ سال)    | 2           | باشگاه فوتبال خنک           |
| 20    | مهاجم     | برانکو ستروپر          | ۹ فوریه ۱۹۷۰ (۳۲ سال)    | 14          | باشگاه فوتبال دربی کانتی    |
| 21    | هافبک     | دنی بوفین              | ۱۰ ژوئیه ۱۹۶۵ (۳۶ سال)   | 52          | باشگاه فوتبال سنت ترویدنس   |
| 22    | مهاجم     | امبو امپنزا            | ۴ دسامبر ۱۹۷۶ (۲۵ سال)   | 26          | Mouscron                    |
| 23    | دروازه‌بان | فردریک هرپوئل          | ۱۶ اوت ۱۹۷۴ (۲۷ سال)     | 7           | باشگاه فوتبال خنت           |

### ژاپن
سرمربی:  فیلیپ تروسیه
| شماره | جایگاه    | بازیکن                      | تاریخ تولد/سن            | بازی‌های ملی | باشگاه                         |
| ----- | --------- | --------------------------- | ------------------------ | ----------- | ------------------------------ |
| 1     | دروازه‌بان | یوشیکاتسو کاواگوچی          | ۱۵ اوت ۱۹۷۵ (۲۶ سال)     | 43          | باشگاه فوتبال پورتسموث         |
| 2     | مدافع     | یوتاکا آکیتا                | ۶ اوت ۱۹۷۰ (۳۱ سال)      | 38          | باشگاه فوتبال کاشیما آنتلرز    |
| 3     | مدافع     | ناوکی ماتسودا               | ۱۴ مارس ۱۹۷۷ (۲۵ سال)    | 24          | باشگاه فوتبال یوکوهاما مارینوس |
| 4     | مدافع     | ریوزو موریوکا               | ۷ اکتبر ۱۹۷۵ (۲۶ سال)    | 32          | باشگاه فوتبال شیمیزو اس-پالس   |
| 5     | هافبک     | جونیچی ایناموتو             | ۱۸ سپتامبر ۱۹۷۹ (۲۲ سال) | 22          | باشگاه فوتبال آرسنال           |
| 6     | مدافع     | توشیهیرو هاتتوری            | ۲۳ سپتامبر ۱۹۷۳ (۲۸ سال) | 35          | باشگاه فوتبال جوبیلو ایواتا    |
| 7     | هافبک     | هیدتوشی ناکاتا              | ۲۲ ژانویه ۱۹۷۷ (۲۵ سال)  | 39          | باشگاه فوتبال پارما            |
| 8     | هافبک     | هیرواکی موریشیما            | ۳۰ آوریل ۱۹۷۲ (۳۰ سال)   | 57          | باشگاه فوتبال سرزو اوساکا      |
| 9     | مهاجم     | آکینوری نیشیزاوا            | ۱۸ ژوئن ۱۹۷۶ (۲۵ سال)    | 24          | باشگاه فوتبال سرزو اوساکا      |
| 10    | مهاجم     | ماساشی ناکایاما             | ۲۳ سپتامبر ۱۹۶۷ (۳۴ سال) | 47          | باشگاه فوتبال جوبیلو ایواتا    |
| 11    | مهاجم     | تاکایوکی سوزوکی             | ۵ ژوئن ۱۹۷۶ (۲۵ سال)     | 10          | باشگاه فوتبال کاشیما آنتلرز    |
| 12    | دروازه‌بان | سیگو نارازاکی               | ۱۵ آوریل ۱۹۷۶ (۲۶ سال)   | 15          | باشگاه فوتبال ناگویا گرامپوس   |
| 13    | مهاجم     | آتسوشی یاناگیساوا           | ۲۷ مه ۱۹۷۷ (۲۵ سال)      | 22          | باشگاه فوتبال کاشیما آنتلرز    |
| 14    | هافبک     | السساندرو سانتوس            | ۲۰ ژوئیه ۱۹۷۷ (۲۴ سال)   | 0           | باشگاه فوتبال شیمیزو اس-پالس   |
| 15    | هافبک     | تاکاشی فوکونیشی             | ۱ سپتامبر ۱۹۷۶ (۲۵ سال)  | 5           | باشگاه فوتبال جوبیلو ایواتا    |
| 16    | مدافع     | کوجی ناکاتا                 | ۹ ژوئیه ۱۹۷۹ (۲۲ سال)    | 20          | باشگاه فوتبال کاشیما آنتلرز    |
| 17    | مدافع     | تسونیاسو می‌یاموتو (کاپیتان) | ۷ فوریه ۱۹۷۷ (۲۵ سال)    | 5           | باشگاه فوتبال گامبا اوساکا     |
| 18    | هافبک     | شینجی اونو                  | ۲۷ سپتامبر ۱۹۷۹ (۲۲ سال) | 21          | باشگاه فوتبال فاینورد          |
| 19    | هافبک     | میتسوو اوگاساوارا           | ۵ آوریل ۱۹۷۹ (۲۳ سال)    | 0           | باشگاه فوتبال کاشیما آنتلرز    |
| 20    | هافبک     | توموکازو میوجین             | ۲۴ ژانویه ۱۹۷۸ (۲۴ سال)  | 16          | باشگاه فوتبال کاشیوا ریسول     |
| 21    | هافبک     | کازویوکی تودا               | ۳۰ دسامبر ۱۹۷۷ (۲۴ سال)  | 10          | باشگاه فوتبال شیمیزو اس-پالس   |
| 22    | هافبک     | دایسوکه یچیکاوا             | ۱۴ مه ۱۹۸۰ (۲۲ سال)      | 1           | باشگاه فوتبال شیمیزو اس-پالس   |
| 23    | دروازه‌بان | هیتوشی سوگاهاتا             | ۲ اوت ۱۹۷۹ (۲۲ سال)      | 1           | باشگاه فوتبال کاشیما آنتلرز    |

### روسیه
سرمربی: اولگ رومانتسف
| شماره | جایگاه    | بازیکن                   | تاریخ تولد/سن            | بازی‌های ملی | باشگاه                         |
| ----- | --------- | ------------------------ | ------------------------ | ----------- | ------------------------------ |
| 1     | دروازه‌بان | روسلان نیگمچلین          | ۷ اکتبر ۱۹۷۴ (۲۷ سال)    | 20          | باشگاه فوتبال هلاس ورونا       |
| 2     | مدافع     | یوری کاوتن               | ۵ ژانویه ۱۹۷۰ (۳۲ سال)   | 44          | باشگاه فوتبال اسپارتاک مسکو    |
| 3     | مدافع     | یوری نیکیفوروف           | ۱۶ سپتامبر ۱۹۷۰ (۳۱ سال) | 56          | باشگاه فوتبال پی‌اس‌وی آیندهوون  |
| 4     | هافبک     | الکسی اسمرتین            | ۱ مه ۱۹۷۵ (۲۷ سال)       | 25          | باشگاه فوتبال بوردو            |
| 5     | مدافع     | آندری سولوماتین          | ۹ سپتامبر ۱۹۷۵ (۲۶ سال)  | 5           | باشگاه فوتبال زسکا مسکو        |
| 6     | هافبک     | ایگور سمشوف              | ۶ آوریل ۱۹۷۸ (۲۴ سال)    | 2           | باشگاه فوتبال تورپدو مسکو      |
| 7     | مدافع     | ویکتور اونوپکو (کاپیتان) | ۱۴ اکتبر ۱۹۶۹ (۳۲ سال)   | 97          | باشگاه فوتبال رئال اویدو       |
| 8     | هافبک     | والری کارپین             | ۲ فوریه ۱۹۶۹ (۳۳ سال)    | 69          | باشگاه فوتبال سلتاویگو         |
| 9     | هافبک     | یگور تیتف                | ۲۹ مه ۱۹۷۶ (۲۶ سال)      | 30          | باشگاه فوتبال اسپارتاک مسکو    |
| 10    | هافبک     | الکساندر مستووی          | ۲۲ اوت ۱۹۶۸ (۳۳ سال)     | 59          | باشگاه فوتبال سلتاویگو         |
| 11    | مهاجم     | ولادیمیر بسچاستنیخ       | ۱ آوریل ۱۹۷۴ (۲۸ سال)    | 64          | باشگاه فوتبال اسپارتاک مسکو    |
| 12    | دروازه‌بان | استانیسلاو چرچسوف        | ۲ سپتامبر ۱۹۶۳ (۳۸ سال)  | 49          | باشگاه فوتبال تیرول اینسبروک   |
| 13    | مدافع     | ویاچسلاف دایف            | ۶ سپتامبر ۱۹۷۲ (۲۹ سال)  | 7           | باشگاه فوتبال زسکا مسکو        |
| 14    | مدافع     | ایگور چوگاینوف           | ۶ آوریل ۱۹۷۰ (۳۲ سال)    | 30          | باشگاه فوتبال الیستا           |
| 15    | هافبک     | دیمیتری آلنیچف           | ۲۰ اکتبر ۱۹۷۲ (۲۹ سال)   | 43          | باشگاه فوتبال پورتو            |
| 16    | مهاجم     | الکساندر کرژاکوف         | ۲۷ نوامبر ۱۹۸۲ (۱۹ سال)  | 3           | باشگاه فوتبال زنیت سن پترزبورگ |
| 17    | هافبک     | سرگی سماک                | ۲۷ فوریه ۱۹۷۶ (۲۶ سال)   | 31          | باشگاه فوتبال زسکا مسکو        |
| 18    | مدافع     | دمیتری سنیکوف            | ۲۴ ژوئن ۱۹۷۶ (۲۵ سال)    | 4           | باشگاه فوتبال لوکوموتیو مسکو   |
| 19    | مهاجم     | روسلان پیمنف             | ۲۵ نوامبر ۱۹۸۱ (۲۰ سال)  | 1           | باشگاه فوتبال لوکوموتیو مسکو   |
| 20    | هافبک     | مارات اسماعیلوف          | ۲۱ سپتامبر ۱۹۸۲ (۱۹ سال) | 8           | باشگاه فوتبال لوکوموتیو مسکو   |
| 21    | هافبک     | دیمیتری خخلف             | ۲۲ دسامبر ۱۹۷۵ (۲۶ سال)  | 39          | باشگاه فوتبال رئال سوسیداد     |
| 22    | مهاجم     | دیمیتری سیچو             | ۲۶ اکتبر ۱۹۸۳ (۱۸ سال)   | 3           | باشگاه فوتبال اسپارتاک مسکو    |
| 23    | دروازه‌بان | الکساندر فیلیمنوو        | ۱۵ اکتبر ۱۹۷۳ (۲۸ سال)   | 16          | باشگاه فوتبال الیستا           |

Note: caps include those for USSR, CIS, and Russia, while those for other countries, such as Ukraine, are not counted.

### تونس
سرمربی: عمار السویح
| شماره | جایگاه    | بازیکن               | تاریخ تولد/سن           | بازی‌های ملی | باشگاه                       |
| ----- | --------- | -------------------- | ----------------------- | ----------- | ---------------------------- |
| 1     | دروازه‌بان | علی بومنیجل          | ۱۳ آوریل ۱۹۶۶ (۳۶ سال)  | 14          | باشگاه فوتبال باستیا         |
| 2     | مدافع     | خالد بادرا (کاپیتان) | ۸ آوریل ۱۹۷۳ (۲۹ سال)   | 72          | باشگاه فوتبال اسپرانس تونس   |
| 3     | هافبک     | زبیر بیه             | ۱۵ مه ۱۹۷۱ (۳۱ سال)     | 77          | باشگاه فوتبال بشیکتاش        |
| 4     | مدافع     | محمد مکشر            | ۲۵ مه ۱۹۷۵ (۲۷ سال)     | 15          | باشگاه فوتبال ستاره ساحلی    |
| 5     | مهاجم     | زیاد جزیری           | ۱۲ ژوئیه ۱۹۷۸ (۲۳ سال)  | 26          | باشگاه فوتبال ستاره ساحلی    |
| 6     | مدافع     | حاتم طرابلسی         | ۲۵ ژانویه ۱۹۷۷ (۲۵ سال) | 27          | باشگاه فوتبال آژاکس آمستردام |
| 7     | هافبک     | عماد مهذبی           | ۲۲ مارس ۱۹۷۶ (۲۶ سال)   | 30          | باشگاه فوتبال جنوآ           |
| 8     | هافبک     | حسان القابسی         | ۲۳ فوریه ۱۹۷۴ (۲۸ سال)  | 48          | باشگاه فوتبال جنوآ           |
| 9     | مهاجم     | راید جلاسی           | ۷ ژوئیه ۱۹۷۱ (۳۰ سال)   | 20          | باشگاه فوتبال آفریقایی       |
| 10    | هافبک     | قیس غضبان            | ۷ ژانویه ۱۹۷۶ (۲۶ سال)  | 62          | باشگاه فوتبال ستاره ساحلی    |
| 11    | مهاجم     | عادل سلیمی           | ۱۶ نوامبر ۱۹۷۲ (۲۹ سال) | 64          | باشگاه فوتبال فرایبورگ       |
| 12    | مدافع     | رئوف بوزیان          | ۱۶ اوت ۱۹۷۰ (۳۱ سال)    | 39          | باشگاه فوتبال جنوآ           |
| 13    | هافبک     | ریاض بوعزیزی         | ۸ آوریل ۱۹۷۳ (۲۹ سال)   | 47          | باشگاه فوتبال بورسااسپور     |
| 14    | مدافع     | حمدی مرزوقی          | ۲۳ ژانویه ۱۹۷۷ (۲۵ سال) | 7           | باشگاه فوتبال آفریقایی       |
| 15    | مدافع     | راضی الجعایدی        | ۳۰ اوت ۱۹۷۵ (۲۶ سال)    | 40          | باشگاه فوتبال اسپرانس تونس   |
| 16    | دروازه‌بان | حسن بیجاوی           | ۱۴ فوریه ۱۹۷۶ (۲۶ سال)  | 2           | باشگاه فوتبال بنزرتی         |
| 17    | مدافع     | تارک ثابت            | ۱۶ اوت ۱۹۷۱ (۳۰ سال)    | 70          | باشگاه فوتبال اسپرانس تونس   |
| 18    | هافبک     | سلیم بن عاشور        | ۸ سپتامبر ۱۹۸۱ (۲۰ سال) | 3           | Martigues                    |
| 19    | مدافع     | امیر مقدمی           | ۲۰ اوت ۱۹۷۸ (۲۳ سال)    | 9           | باشگاه فوتبال ستاره ساحلی    |
| 20    | مهاجم     | علی زیتونی           | ۱۱ ژانویه ۱۹۸۱ (۲۱ سال) | 23          | باشگاه فوتبال اسپرانس تونس   |
| 21    | هافبک     | مراد ملکی            | ۹ مه ۱۹۷۵ (۲۷ سال)      | 11          | باشگاه فوتبال اسپرانس تونس   |
| 22    | دروازه‌بان | احمد جواشی           | ۱۳ ژوئیه ۱۹۷۵ (۲۶ سال)  | 0           | Monastir                     |
| 23    | مدافع     | ژوزه کلایتون         | ۲۱ مارس ۱۹۷۴ (۲۸ سال)   | 12          | باشگاه فوتبال اسپرانس تونس   |